# サイコメトラーEIJI
『サイコメトラーEIJI』（サイコメトラーエイジ）は、原作：安童夕馬（樹林伸）、作画：朝基まさしによる日本の漫画。『週刊少年マガジン』（講談社）にて、1996年から2000年まで連載され、1997年と1999年にテレビドラマ化もされた。本項では続編の『サイコメトラー』（2011年-2014年）についても取り扱う。2014年7月時点で累計発行部数は1200万部を突破している。

## 概要
物や人に触れるとそれに残った過去の記憶の断片を読み取るサイコメトリー能力を持った少年・明日真映児が、警視庁の女性刑事・志摩亮子と協力して怪事件を次々と解決していくというミステリー作品。
同時期に『マガジン』で連載され、本作品同様に安童夕馬が天樹征丸名義で原作を担当した『金田一少年の事件簿』が、天才少年を主人公にした伝統的な推理ミステリーであったのに対し、本作品は主人公がサイコメトリーという超能力を持った不良であり、犯人も何らかの過程で心的外傷を負った猟奇殺人者やテロリストなどが中心であったのが特徴。なお、物語序盤以降、主要登場人物の一人に不良グループのリーダーという設定がつき、不良グループの対立が軸になるエピソードがあるなど、次第にヤンキー漫画としての要素が強くなっていった。また、「みっちゃん」こと福島満の登場もあって、ブラック・コメディの要素が入ったエピソードが制作されるようになっている。
作者によれば、「サイコメトラー」という呼称はこの作品より広まった造語であり、元々はサイコメトリストなどと呼ばれていたが、今やサイコメトラーの方がごく一般的な名詞となっている。ただし、厳密な英語用法では「サイコメーター Psychometer」が正しい。
マガジン連載コミック版の最終話には「第一部 完」という表記がある。しかし、文庫版のほうでは、最終巻に追加エピソードが一つ収録され、その終わりに「完」という表記がある。このことについて原作者の安童夕馬は「続編（完結編）のストーリーは既に完成しており、もう続きを書かないという意味ではない」とのコメントをあとがきに残している。
2010年10月、安童のTwitterにて近々続編を執筆することが示唆され、翌年2011年4月25日発売の『週刊ヤングマガジン』21・22合併号より約10年振りの続編の連載が始まった。続編は『サイコメトラー』とタイトルを一新したほか、掲載誌も少年誌から青年誌に連載の場所を移しての再開となった。
2001年から2005年に『週刊少年マガジン』に連載された『クニミツの政』は本作品のスピンオフであり、『サイコメトラーEIJI』に登場した武藤国光が主人公を務めている。また、2014年からウェブコミック『マンガボックス』での連載を経て、『ヤングマガジン』で2016年まで連載された『でぶせん』は、番外編「群青の服を着た男」に登場した福島満が主人公を務めている。

## あらすじ
都内の普通高校に通う、不良高校生の明日真映児は、触れた「物」や「人」に残った記憶の断片（残留思念）を読み取ることができる特殊能力「サイコメトリー」を持っていた。しかし、映児はその能力を特に活かして生活するということはなく、むしろ、能力のせいで人間関係が上手く構築できなかった過去を持ち、このことを知るのは家族や幼馴染の親友・葛西くらいであった。
ある日のこと、街では女子高生を狙った連続婦女暴行殺人事件が起こっており、そんな中で映児は、最愛の妹・恵美が事件に巻き込まれ警視庁にいると連絡を受ける。妹が心配で慌てて警視庁に乗り込んだ映児は、そこで警視庁捜査一課の敏腕美人刑事である志摩亮子とぶつかり、その際に無意識に能力で彼女の思考を読み、妹の場所を尋ねたり、捜査関係者しか知らない極秘情報を口走ってしまう。そのため、志摩は映児がサイコメトリーの能力者「サイコメトラー」であることに気づく。実は、大学時代にサイコメトリー能力が実在し、その能力を生かした捜査手法を研究していた志摩は、連続婦女暴行殺人事件の犯人である、正体不明の猟奇殺人鬼「メビウス」の捜査のため、映児に捜査協力を求める。
「メビウス」事件は映児のサイコメトリーと志摩のプロファイリングによって無事に解決し、以降も2人は様々な難事件を解決していく。

## 登場人物

### 主要人物
明日真 映児（あすま えいじ）
主人公。サイコメトリー能力を持つ高校2年生。メビウス事件で志摩と知り合い、以降その能力で彼女の捜査に協力するようになる。
典型的な不良（ヤンキー）で、喧嘩は強く勉強が苦手。ヤンキーらしい正義観や倫理観を持ち、情が深い。犯人を憎む一方でその過去を知って同情することも多い。現在は比較的穏やかだが、後述するように、かつては非常に荒れていた。ケンカ時は「てめえの心の悲鳴を聞かせろ」が決め台詞。バイクが趣味であるほか、バンド活動もしている。本人に自覚は無いがイケメンであり、モテる話もあるものの、奥手であるため女性経験はない。
触れた物に残った残留思念を読み取る能力（サイコメトリー）を持つ。その情報ははっきりとした映像であることもあれば、断片や示唆的であることもあり、特に異常心理状態の犯人の思念は、それ単独では何を意味しているのかわからない場合が多い。直接相手に触れることによって、その人間の考えていることを直接読み取ることも可能であり、特にケンカにおいてはそれで相手の動きを先読みし、無類の強さを誇った。また、作中では能力が段々と強化されており、電話で逆探知のように相手側の思念を読み取ったり、「CASE12」では対象に触れずに思念を読み取ることができるようになっている。一方で、かつては能力を制御できず、自分の意思に関係なく相手の本音を読み取って人間不信になっていたことや、また能力を使いすぎて数日昏睡状態になる、あるいは強い思念の逆流によって精神を乗っ取られてしまうなどの欠点もある。加えて単純に映児に知識がないせいで読み取った情報を読み解けないという面もある（これを支援するのが志摩と裕介である）。
幼少より、人の心が読めるために人間不信となり反抗的な少年だった。小学校5年の時に数少ない理解者・裕介と出会うものの、能力を制御できず荒み続ける。特に中学生時代は、渋谷で他の不良やヤクザにも喧嘩を売るイカれた奴として知られていたが、そこで少年課の刑事・赤樹宗一郎と出会う。赤樹より能力の制御方法を教えてもらい、無難に日常生活を送れるようになった、という過去を持つ。
第2部『サイコメトラー』では卒業に失敗して留年した高校3年生になっている。それでも亮子やヤンキー仲間との協力を続けている。
ドラマ版は基本そのまま設定が踏襲されているが、サイコメトリーできるのは左手で触れたものと限定されている。2期では、高校卒業後バンドマン志望のフリーターとなっており、ライブハウスの住み込みのアルバイトで生計を立てている。また、声のサイコメトリーが可能になっている。
志摩 亮子（しま りょうこ）
警視庁捜査一課の敏腕美人刑事。階級は警部補（第1部の最後に警部へと昇進）。名門大学出身のキャリア組。25歳。容姿端麗でモデルのような体型の美女である上に頭脳明晰で、身体能力も優れており、拳銃の腕前も高い。
プロファイリングを得意とし犯人像に迫るが旧態依然の捜査一課では軽んじられている。足での捜査も重視する。元々サイコメトリー能力を実在するものと考え、大学の卒業研究ではそれを応用した事件捜査をテーマにしていた。そんな折、メビウス事件で偶然から映児がサイコメトリー能力者と知り、以降、捜査協力を求めるようになる。基本は事件現場に映児を連れてきたり、犯人の遺留品を持ち込んでサイコメトリーさせ、そこから得られた情報を分析する。
プライベートは非常にズボラで、料理はまったくやらず、冷蔵庫の中身は酒とツマミのみという荒んだ生活を送る。また未成年者からオバサンと呼ばれたり、峰や羽根山からパワハラ、セクハラを受けたりするとコミカルな反応を見せる。男運は悪いわけではなく、かつては立花と付き合っていたが現在は彼氏がいない。映児に気がある素振りを見せることはあるが、それ以上は進まず、互いにはぐらかし合う。なお、事件現場に映児を連れてくるため、周りからは「若いツバメ」と疑われている。
ドラマ1期ではプロファイリング能力に優れるが、「拳銃を紛失する」「他の刑事にパシリにされる」といった駄目刑事となっている。ドラマ2期では、1期とは事実上別人に設定されており、雰囲気は原作の志摩にかなり近い。階級も最初から警部である。

### レギュラーキャラクター
葛西 裕介（かさい ゆうすけ）
映児の小学校からの親友。現在も同じ高校に通い、彼とは対照的な知的で博識な青年で、学校成績一位という優等生でもある。映児が志摩が出会う以前（物語開始以前）に彼のサイコメトリー能力を知っていた唯一の人物であり、数少ない理解者だった。その能力で情報を得ても、それが何を意味するかわからない映児に対して答えを考えるという志摩に近い存在であり、事件絡みでない場合には映児からの相談や助けの依頼を受けることが多い。映児と志摩の関係が始まった後も、映児・志摩・裕介の3人で映児が読み取った情報について推理し合う場面が多い。
小学校5年の時、映児が転校してきたところから2人の関係が始まる（「BREAK10：Seven Years Ago」）。偶然、映児が動物好きなこと、そして相手の記憶が読めることを知る。映児が転校してきた日の夜に、学校で飼育していたニワトリがカッターで惨殺される事件が起き、荒れており偏見を持たれやすい映児が犯人とみなされる中で彼の無罪を信じ、現場に残った証拠をサイコメトリーして残留思念を読み取ることを提案し、その情報から真犯人を見つけ出す。これによって映児の親友かつ理解者として、現在にも関係が続いている。
プライベートでは映児と一緒にバンドを組んでおり、作曲とキーボードを担当する。加えて、やや童顔でモテる場面もあるものの、恵美に一途に想いを寄せている（恵美に対する恋は映児も応援しているものの、肝心の彼女が気づいていない）。
ドラマ版では設定はほぼ踏襲されている。2期では東大生となっており、その後、スペシャルでは外交官試験に合格している。
江川 透流（えがわ とおる） / トオル
映児の同級生で親友かつ悪友。長髪を束ねた端正な容姿の美青年。1年留年しているため、同級だが映児より1歳年上。普段は軟派な様子も見せるが、実は中学時代に渋谷の不良集団をまとめ挙げたチーマーのリーダーであり、1年前からは「リーグ」という自警団的なチームを結成して一大勢力を築く。
空手の達人で喧嘩（ステゴロ）は映児に匹敵するほど強く、勉強はそこそこだが頭の回転も早い。一本筋の通った性格をしており、リーダーとして仲間想いのため人望も高く、渋谷の不良界隈では一目置かれる存在（ただし敵も多い）。学内では映児・章吉・テツヤの4人でつるんでいることが多く、第1話から端役として登場しているが、不良のまとめ役などの重要な設定が明らかとなるのは「BREAK2：a few years ago」から。智が専門の裕介に対して、荒事に関する映児の親友と呼べる存在であり、番外編で主人公、またメインでも準主人公として活躍するエピソードも多い。母の店を手伝う関係から料理やワインにも詳しい。
その出自は大物政治家・牧原宗光と愛人・江川瞳の間に生まれた非嫡出子。表沙汰にできない関係ながらも幼少より武術の達人だった父に鍛えられ、親子関係は良好。中学の時に渋谷の不良集団をまとめ始めるが、当初はただのヤンキーであり、最初は幾島に咎められている。その後、中学2年の時に幾島の手助けもあって不良たちをまとめ上げ、馬鹿な真似をさせないために、さらに1年前に「リーグ」を結成する。
映児との出会いは幾島が去った後で、配下の不良が「通行料」を請求して映児の返り討ちに遭ったことから始まる（「BREAK2」）。当時の映児は赤樹に会う前で特に荒れており、第一印象はラリってる（狂ってる）だった。詳しい経緯は不明だが、その後は親友関係となっており、「リーグ」のメンバーも映児に敬意を払っており、トオルと映児が組めば怖いものはないと見なされている。トオル自身は映児のサイコメトリー能力は知らないものの、しばしば不可思議なことをやってのける映児を気にかけていた。後に「CASE12」にて能力を明かされた後も、今までと変わらずに接する。また、その一本筋の通った性格は、相手の悪意も読み取って人間関係を上手く構築できないサイコメトラーにとって好ましい存在であり、映児や幾島がトオルに気をかける理由ともなっている。
第2部で高校卒業後は、進学せず、喫茶店「リーガーズカフェ」を開く。また、国光が父・牧原に弟子入りした関係で本作品のスピンオフ『クニミツの政』にも登場する。
ドラマ版には登場せず、田宮章吉に設定が統合されたような形となっている。
田宮 章吉（たみや しょうきち）
映児の同級生で友人。不良だが喧嘩は弱く、度胸もなく、映児がドン引きするほどのバカ。バカゆえにいつも陽気で、ともすれば馴れ馴れしく図々しい面もある。基本はメインストーリーの本筋に絡まないコメディリリーフ的な役柄だが、「CASE1：殺人鬼メビウス」や「CASE14：サバイバル・ゲーム」では犯人たちに濡れ衣を着せられ、「CASE1」は逮捕、「CASE14」はトラックに撥ねられて意識不明の重体に陥る。また、「CASE2：時計じかけのリンゴ」では彼女を目の前で爆殺され、自身も大怪我を負う。
実家は両親も兄弟もエリートという一家で、その中で章吉のみ出来損ないとして半ば見捨てられており、グレた原因ともなっている。また、幼少時に同級生だった大清水に首輪をつけて犬扱いするという陰湿なイジメをしており、「CASE14」の出来事は自業自得だった側面もある。
ドラマ版ではトオルの役も兼ねる準主役級の重要なキャラクターとなっている。名前こそ田宮章吉で「CASE2：時計じかけのリンゴ」はほぼ原作通りの役どころだが、喧嘩が強く不良集団の人望あるリーダー、大物政治家の非嫡出子など、基本設定はほとんどトオルの設定に準じる。
明日真 恵美（あすま えみ）
映児の妹。映児の父の再婚相手の連れ子であるため血の繋がりはない。
年相応の可愛らしい美少女で、兄・映児に恋をしているが、あくまで妹扱いされ悶々とした日々を送る。志摩が現れてからは彼女を恋敵として敵視することが多い。一方で裕介から想いを寄せられていることには気づいていない。「CASE1：殺人鬼メビウス」で犯人の遠藤に狙われたのを始めとして、メイン、サブ問わず、犯人や異常者の標的になるなどして犯罪に巻き込まれることが多く、それらから守るため映児が奮闘するという展開が比較的多い。
ドラマ1期では映児とは義理でなく実の妹になっており、劇中でサイコメトリー能力が覚醒・暴走してしまい、沢木の行った殺人を自分がやったと刷り込まれる形で洗脳されてしまう。
深海 龍彦（ふかみ たつひこ）
「CASE6：ユダの黙示録」から登場。恵美の同級生。独特の雰囲気を持つ美少年で、霊魂と意思を通わせられるという霊能力者を名乗る。
前世では映児や恵美と関係があり、恵美とは恋人関係だったとして、何かと2人に気をかける。しばしば物語の重要なポイントで現れ、霊から聞いた内容を伝えるという形などで、映児や恵美を助けることが多い（特に霊魂の仕業である「CASE7」は彼の力も重要となる）。赤樹宗一郎の霊と交信しており、基本は赤樹から連絡を受けたという形で、映児を手助けする展開が多い。
福島 満（ふくしま みつる） / 福島ミツコ / みっちゃん
「BREAK14：群青の服を着た男」から登場。番外編の準レギュラーキャラクターで、登場エピソードでは主人公的人物。大の警察マニアであるオタク的な肥満体の青年。ブサイク。19歳。警察マニアが高じて制服警官のコスプレをして街に出るようになり、後には婦人警官の女装をして「福島ミツコ」と名乗って登場するのがメインとなる。
公私共に破綻した生活を送っており、本業の健康器具の訪問販売もまったく上手くいっていない。作中では福島自身が原因であるかを問わず事件に巻き込まれてピンチに陥るが、謎の悪運（強運）によって、福島自身にとっての最悪は回避した上で事件そのものも解決してしまう（そのままなら殺人犯とみなされてしまう、殺人鬼の標的になるなどの危機は回避した上で犯人逮捕に貢献するが、貢献したことは本人も気づかず、その後で公然猥褻罪で捕まるなど）。また、女装しても容姿はブスの類なのだが、ブス専の殺人鬼にしばしば標的として狙われるパターンがある。また、巨根で、妄想や志摩の活躍で勃起してしまい、それを彼女が警棒や拳銃を隠し持っていると勘違いするお約束的展開も多い。
作中では志摩と出会うことが多く、特に女装「福島ミツコ」で行動する際は、最初の出会いで勘違いした彼女に強く敬愛され、「みっちゃん」と呼び慕われて、半ば強引に彼女の捜査に巻き込まれることが多い（上記の悪運で志摩の予想を超えた活躍で事件を解決してしまうため、ますます敬服される悪循環に陥る）。
第1部の福島がメインの最終エピソード「BREAK40：みっちゃんパブ」で、偶然からある汚職の裏金を手に入れる。それによって第1部の終わりに、仕事を辞め、田舎に引っ越すことを決めるシーンがあったが、第2部でも引き続き健康器具の訪問販売員として登場する。第2部では「Case11：黒い山羊」では容疑者の一人として登場し、借金取りに追われて行方不明となっている。これはスピンオフ『でぶせん』に繋がっており、同作で主人公を務める。
舞台設定を共有する『クニミツの政』や『シバトラ』などにもしばしば端役で登場する。
飯島 タカシ（いいじま タカシ）
「BREAK2：a few years ago」（「CASE3」の前日談）から登場。中学生の不良少年。童顔。後述する一件で映児を慕い、勝手に舎弟のように振る舞う。実姉に人気アイドル「スクエア・ドール」のメンバー・清水晶子がいる（両親の離婚により名字が異なる。「CASE3」の被害者）。後に登場する恋人のめぐみと共に、しばしばメイン、サブ問わず登場する。また、途中よりシンジと親友となり、トオル率いるリーグに正式に加入する。
両親が離婚し、引き取った母親は仕事で遅いという家庭環境のためグレて不良にってまだ日が浅い。そこで悪い先輩に唆される形で映児の頭をボトルで殴り、一緒にいた恵美を拉致して強姦しようとする。その後、恵美の救出のため隠れ家に乗り込んできた映児に諭されて反省する。
ドラマ版では赤樹リエの弟という設定に変更され、名前も「赤樹タカシ」となっている。
めぐみ
「BREAK7：FAITH TO KILL」から登場。名門女子中学に通うタカシの彼女。タカシからは「メグ」という愛称で呼ばれている。容姿はどことなくタカシの姉・晶子に似ている。作中ではしばしば犯罪に巻き込まれて危機に陥るも、タカシや映児に助け出される。
第2部では登場せず、似たキャラクターとして明恵がいる。
ドラマ2期では、恵美の友人として登場している。裕介が家庭教師をしており、ドラマでは彼がタカシの役回りとなる。
サヤカ
「BREAK8：ストーカー夢譚」から登場。恵美の友人。いわゆるコギャルで髪を染めており、貞操観念は低い。「CASE6：ユダの黙示録」では犯人ユダの標的となり、シモンとして感電死させられかける。基本は端役で彼女自身は主要人物ではないものの、恵美の行動のきっかけだったり、裕介とトオルが仲良くなるきっかけに関わるなど、しばしば作中の出来事に影響を与えている。
矢木 龍平（やぎ りゅうへい）
第2部「Break.4：煙突エレジー」から登場。下町の鳶職で映児と同い年の青年。第2部において映児の協力者としてしばしば活躍する。いかにも鳶の威勢のいい若者的な単細胞でキレやすい性格をしており、映児らからは武藤国光とキャラが被ると評される。中卒。ただし、しばしば頭の回転が早い素振りを見せる。幼少時に両親は事故死しており、鳶職の植松親方に引き取られ、息子同然に育てられた。鳶としての腕は高く、植松から自分の後を継がせると約束されている。また兄妹同然に育った植松の娘・佐知子に惚れており、半ば公認の仲だった。後述の数学能力から、確率論で映児が人の記憶を読めることに気づき、彼の能力を知る人物の一人となっている。
実は数学の天才であり、現実の現象を数学的に解くことによってこれから起こり得ることを予測できるほどの能力を持つ（ラプラスの悪魔）。現在でも数学好きは変わらず、中学時代の恩師と会って数学話をするなど親しい。中卒である理由も、鳶として恩人である植松の跡を継ぎたかったという理由もあったが、当時、高校の方から奨学金の提供など含めたオファーを受けるほどだったものを、このまま数学にのめり込むと人の生き死にまで計算できるように感じて恐れたためだという。実際、「Case.2」では最後の標的である前野が諸条件が重なって間もなく事故死することを予測してみせた。
「Case.2」の前日談となる「Break.4」において映児やトオルらのバイト先の鳶の職人として作中に登場する。「Case.2」においては、殺された佐知子の復讐を狙っているとして当初、有力な容疑者として名が挙がる。しかし、実際には犯人ではなく、真犯人である植松の殺人と、復讐完了後の自殺を止めるために行動していただけであった。最終的に植松の最後の殺人と自殺を止めることに成功する。このエピソードで映児と互いの能力を知ることになり、以降、友人関係となる。「Case.5」で再登場し、志摩と映児の心臓コレクターの捜査に協力する。「Case.9」においてはトオルの命を狙う銃を持った武装集団を、武藤国光と共に撃退する。
ヒカル
第2部「Break7：ヒカルの恋」から登場。トオルの喫茶店「リーガーズカフェ」の高校生アルバイト。名前と容姿（長身で細身の体型）から中性的な顔立ちの青年に見えるが実は女性で、後述の理由からわざと男装している。第2部におけるレギュラーキャラクターであり、メインストーリーにもしばしば絡む。
数年前の中学生の時に渋谷に遊びに来た際に不良に絡まれていたところをトオルに助けられ、以来彼に憧れるようになる。トオルが店のアルバイトを応募しようしていることを知り、男性限定だったため男装することを決める。その採用面接に参加した映児は、サイコメトリーで女性であることや動機を知るが、面白がってあえてトオルにそれを伝えず、採用を勧める（元々、女狙いやトオル狙いのホモを避けるために映児が手伝っていた）。性別や本心は明かせないものの、トオルの側にいられることに満足している。

### 準レギュラー
近藤 テツヤ（こんどう テツヤ）
映児の同級生。学内では映児・トオル・章吉の4人でつるんでいることが多い。第1話からの端役だが、トオルや章吉と違い、基本的には番外編も含めメインストーリーには絡んでこない（例外的には映児の友人として「BREAK37」でアモンに拉致されている）。
赤樹 リエ（あかぎ リエ）
「CASE3：サイレントストーカー」から登場。映児とトオルの古馴染みで歳が近く、赤樹宗一郎の妹。人気アイドル「スクエア・ドール」のメンバー。気の強い部分があるが根は清純で、アイドルだけあり美少女。後述する「CASE3」の主要人物で、前々から映児に惚れている様子を見せる一人。主役級で登場するのは「CASE3」以外では番外編の「BREAK51：真夜中のバースデイプレゼント」くらいだが、メイン、サブ問わず、しばしば端役で登場する。
兄・宗一郎と父を相次いで亡くし、1年前に生きていくために芸能界入りしたという（この間、映児やトオルとは没交渉で、2人ともリエがアイドルになったことを知らなかった）。デビュー当初は人気の出やすいフロントであったが、人気ミュージシャングループに強姦され、それを知ったメンバーの2人（岡村・山村）に強請られて後列になったという過去を持つ（「CASE3」で犯人の荒井が暴走した原因の出来事。リーダーに強姦されたことは映児に打ち明けてはいないが、彼のバイクの後ろに乗った際にサイコメトリーでその時の映像が伝わり、同エピソードのラストで同グループのイベント会場に映児が乗り込み、警備員の制止を振り切ってリーダーを殴り付けている）。「CASE3」で自分以外のメンバーが殺されてしまったが、その後もソロで芸能界に残り活躍している。時折、プライベートでは映児やトオルとつるむ。
シンジ
「BREAK7：FAITH TO KILL」から登場。中学生の不良少年でトオルの2つ下の後輩（目をかけている弟分）。先輩に半ば強制され後述する一件を引き起こすものの、トオルに目をかけられているだけあり、通常の道義心は持つ。「BREAK7」後は、タカシとつるんで登場することが多く、親友となっている。特に「CASE5」では、めぐみを助けようとしてジャスティスに襲われる。
「BREAK7」において、シンジ自身は消極的だったものの、つるんでいた先輩に言われるがまま、タカシの頭をボトルで殴りつけ、同伴の彼女めぐみを強姦する手伝いをさせられる。その後、タカシの報復を受けて大怪我を負い、さらにシンジを信じると断言するトオルに真相を話せなかったために、これがタカシの兄貴分である映児とトオルとのケンカ（殺し合い）に発展する。壮絶なケンカ内容を受けて、最後は涙を流しながら嘘だったと認め、トオルとタカシに謝罪する（元凶の先輩はトオルが制裁した）。
ドラマでは演じる俳優と同じ「ユウタ」という名前に変更されている。
布袋 結次（ほてい ゆうじ）
「CASE2」から登場。志摩と沢木の大学研究室の同期で新聞記者。体育会系の大柄な男。「CASE2」で爆弾魔の容疑者として登場する。その後は、志摩と旧知の新聞記者として端役で登場することがある。
夏目 比美子（なつめ ひみこ）
「CASE2」から登場。志摩と沢木の大学研究室の同期で女優。美女だが性癖はサド。「CASE2」で爆弾魔の容疑者として登場する。その後は、志摩と旧知の芸能関係者として端役で登場することがある。
近松 春男（ちかまつ はるお）
「BREAK8：ストーカー夢譚」から登場。痩せ型のキモい男。恵美のゴミを漁ってコレクションしたり、自らの精液を溜めたビンを白ジャムとして食べさせようとしたり、あるいは明日真家に侵入して盗聴器を仕掛けたり、恵美の服を着るなど、明白な犯罪者。一度は標的を志摩に変え、志摩の家に潜入したこともある。「BREAK14」の冒頭での登場を最後とし、福島と交代するように以降は登場しない。
坂本 シゲ（さかもと シゲ）
「BREAK25：Avenge」から登場。映児やトオル、リエと旧知の仲。弱小事務所所属の駆け出しの音楽マネージャー。若手バンド「LEVEL7」をスカウトし、売り出そうと東奔西走している。現在は何をされても下手に出る弱気な青年に見えるものの、実は映児やトオル並に喧嘩慣れし、キレると手がつけられない。しかし、そんな自分を変えようとして、仕事上では相手のどんな理不尽な要求にも耐えて頑張っている。「BREAK28：Tear-drop」で再登場し、大手プロダクションのヤクザを使った卑劣な罠に対し、最後は映児やトオルと共に組事務所で暴れる。事務所をクビとなるも、シゲを慕う「LEVEL7」も事務所を辞め、共に一から出直す。

### 警察関係者
羽根山 末吉（はねやま すえきち）
捜査一課の警部。志摩の階級上の上司（第1部の最後に同格となった）。典型的なプライドの高い無能な中年刑事で、自分の手法や安直な推理に固執し、それらに合理的に異議を唱える志摩を忌々しく思っている（志摩が若い女性であることも拍車をかける）。またカツラで、しばしばハゲを揶揄される。
「BREAK15：ブラボー・ファミリー!!」にて、息子・米吉が福島を恐喝しようとして志摩に捕まる。以降、初期のように志摩を恫喝して牽制しようとすると息子の件で脅され、撤回せざるをえなくなる。
原作・ドラマ1期・2期に登場する羽根山警部はキャラクターが大きく異なり、ドラマ1期は叩き上げゆえに志摩に反感を持つが、心の奥では志摩の成長を願っており、悪を憎む警察官として立派な人物であった。しかしLast Fileで警視総監の娘である妻を殺害した殺人犯（黒幕は沢木）として追跡された挙句、沢木によって殺害されてしまう。ドラマ2期は警部ではなく課長で、小心で立場が悪くなるとすぐ誤魔化す人物であるが、最終話では大人としての聡明な一面も除かせた。演じていた加藤茶の持ちネタをさりげなくやったことがある。
峰 京介（みね きょうすけ）
「CASE3」から登場。捜査一課課長。34歳。キャリア組。細身で清潔感があり、やり手に見えるものの、保身第一で昇進しか考えがない。そのため、功績よりもミスを重く見ており、独断専行しがちな志摩をよく思っておらず、彼女に茶を淹れさせるなど男女の固定観念も強い。
第2部では管理官になっている（現実では捜査一課課長の階級は警視正、管理官は警視であるため降格したことになるが、詳細は不明）
赤坂（あかさか）
捜査一課刑事。基本的には羽根山の部下であるが、志摩の活躍を見て考えを改めたのか、2人に分け隔てなく接している。最終章では、敵側のスパイと思わせるような行動をしていたが、結局は違っていた。
阿部（あべ）
「CASE10」から登場。鑑識課の警部補。髭面でぶっきらぼうな中年男性。「テロリストの挽歌」などに端役として登場し志摩に鑑識結果などを教える。「罪と罰」では志摩に味方して警察内のクーデター勢力と戦い、終盤ではレイブンこと長尾と相討ちして重傷を負うが一命を取り留める。
赤樹 宗一郎（あかぎ そういちろう）
中学時代の映児が恩を受けた刑事。故人。赤樹リエの実兄。元は将来を嘱望されたエリート刑事であったが、後述の理由から少年課に異動する。そこで当時は手のつけられない不良であった映児と出会い、サイコメトリー能力の制御の仕方を教え、彼を更生させる。映児から強く慕われていたが、とある事件の職務中に自身の撃った拳銃の跳弾が当たるという事故で亡くなってしまう。映児の回想や思い出話で登場するほか、しばしば深海が赤樹の霊から聞いたとしてしばしば物語に登場する。
実は赤樹自身もサイコメトラーであり、そのために映児を助けていた。その能力で神懸かり的な捜査を行い旧友の立花から不思議がられていた。その能力で警察内の陰謀を知ってしまったこと、さらにサイコメトリー能力を研究していた沢木がクーデター勢力に加担していたことから、計画の危険要因として少年課に異動させられていた。事故死の件も、バッファローによる事故に見せかけた暗殺であった。
立花 響介（たちばな きょうすけ）
最終章「CASE FINAL：罪と罰」の主要人物（ただし、存在は初期の「BREAK9：in ordinary day」で既に言及されている）。志摩の元彼氏であり、若くして将来の警視総監候補とまで言われた刑事。赤樹とは同期でライバルであり親友であった。交通事故で死んだことになっていたが、実は生きており最終章で登場する。
親友の赤樹からの情報で警察内クーデター勢力を知る。ところが赤樹が死に、それも敵勢力の仕業だと感知すると、自分や恋人の志摩にも敵の手が伸びると考え、事故死を装って姿をくらませていた。親友の敵を討つため復讐者として各地を放浪しながら陰謀を暴こうとする。編の最終盤で、志摩や安倍、映児と共に敵アジトを襲撃し、宿敵・近藤を殺した後、黒幕のエレファントが警視総監だと気づく。そこで警視総監室に単身で乗り込むと、そのまま彼を射殺し、刑罰に服する道を選ぶ。
ナベ
第2部「Case.3」から登場。所轄署の刑事でミステリーマニア。本名不明。「Case.3」における読者から見た犯人候補の一人で、ミステリーマニアとして明智川の仕掛けた氷を使ったトリックなどに気がつくも、周りからは非現実的として無視される（氷や糸を使った手の混んだことをしなくても簡単に密室が作れるなど）。一方で彼の知識によって、映児と志摩は犯人がミステリーマニアであることを知る。
その後も「Case.5」などで端役としてわずかに登場している。

### トオルの関係者
リーグ関連は除く。
牧原 宗光（まきはら むねみつ）
トオルの実父で、与党所属の大物政治家。清濁併せ呑む政治家で、心身を鍛えている空手の達人。既に故人である本妻との息子・一馬と、非嫡出子のトオルにも同等に目をかけている。トオルの武術の師でもある。メインでの登場は少ないが、「CASE12：カンナビス」では、一馬誘拐事件を早々に狂言と見抜いた上で老練に対処するなど、泰然とした大物ぶりを見せる。ただし、弟子入りしてきた国光を預かった際には、彼の破天荒ぶりに、口をあんぐりと開けるなどの描写が見られる。
ドラマ版では2期に登場し、トオルの設定変更に伴い章吉の父となっている。また、当時は下の名前が明らかになっていなかったため、「剣之介」という名前になっている。息子の章吉とは少々折り合いが悪かったが、最終話で和解した。
牧原 一馬（まきはら かずま）
トオルの腹違いの兄で、牧原宗光の嫡出子。大学に通うインテリ的な青年。いずれ父の後を継いで政治家となることを公言する。弟・トオルに対して複雑な感情を抱いており、亡くなった母の手前、邪険に扱うような態度をとるものの、本心では兄として扱われたい気持ちがあった。
「CASE12：カンナビス」で登場し、自身の株取引の損失を補填するため狂言誘拐を企てる。計画は成功するものの、トオルに目をかける幾島の思惑もあって誘拐犯のカンナビスから逆に命を狙われる立場となってしまう。一連の騒動の中でトオルに命を助けられて和解し、以降は前よりもだいぶ性格が丸くなっている。
江川 瞳（えがわ ひとみ）
「CASE8：屍の街」から登場。トオルの母親で、牧原宗光の妾。元女優（第2部「Case9」）。個人イタリアレストランを開いているオーナー兼シェフ。息子・トオルの年齢から少なくとも30代後半以上だが、若々しい美人。おっとりしたように見えるところもあるが、トオルの母かつ大物政治家の愛人らしい芯の強さがある。素材や調理にはこだわっており、味は確かで殺人シェフこと青木は、味は有名料理店にも劣らず、値段も良心的な店と評価していた。
基本は端役ながら「CASE9：殺人シェフ」では、犯人・青木の勘違いからその標的となってしまう。青木に拘束されてしまうも、冷静に青木の料理の問題点に気づいて指摘し、最終的には料理人失格の烙印を押して青木を自滅させる。普通なら激昂した犯人に殺されてしまうかもしれない展開で犯人に啖呵を切るなど、さすが大物政治家の愛人として志摩や映児に関心される。
ドラマ版では章吉の母として登場した。

### リーグ関連
ジュンペーのみ第1部より登場。それ以外は第2部からの登場である。
ジュンペー
「リーグ」の四天王の一人。本名は高瀬循平（たかせ じゅんぺい）。長髪の青年。第1部よりリーグにおけるトオルの片腕として登場していた。本名や四天王の設定は第2部から。物語上にはあまり絡まない。トオルとは中学生時代からの付き合いであり、映児が彼の危機を察知した時にはリーグ全体の規則をあえて破って、映児に彼への連絡手段を教えた。
キイチロー
「リーグ」の四天王の一人。本名は湊麒一郎（みなと きいちろう）。外見は愚連隊のメンバーに似つかわしくない知的で爽やかな風貌の青年。「リーガーズカフェ」も手伝う。実は不良ばかり集めた格闘技団体「THE OUTLAW」の最年少チャンプで、ステゴロの腕はトオルに匹敵する武闘派。後述の過去からトオルに高い忠誠を誓っている。だが、それゆえに「Case4」における痢遺愚狩り事件を引き起こす。
かつて「THE OUTLAW」のチャンプとなるも目的を見失い、暴力の矛先としてリーグやFSDを考え、FSDに単身で喧嘩を売るが多勢に無勢で危機に陥り、トオルに助けられたという過去を持つ。トオルを信奉し、「リーグ」に強い帰属意識があるがゆえに、トオルがトップを退いた後の「リーグ」のメンバーの腐敗を気にしていた。そこを9Jにつけ入れられる形で、洗脳され、焚き付けられる形で、禁じられているドラッグを扱うなどしている不穏分子をゾンビマスクを被った同志と共に襲撃し、道路交通標識で殴打するといった痢遺愚狩り事件を起こす。なお、粛清が完了した後は、同志達と共に警察に出頭するつもりであったという。
アリバイ工作を行い、自分が犯人だと発覚するのを遅れさせる数々の工作をしながら襲撃事件を続けるものの、映児のサイコメトリー能力で四天王の中に犯人がいることや、志摩の推理などで正体がバレてしまう。トオルに問い詰められても、逆にトオルに一時的に拘束してその間に粛清を完了させると宣言し、ステゴロでの一騎打ち勝負を行う。対等な殴り合いの中で自分の非を認め、最後はケジメとして出頭する（トオルもまた出所後に今と同じく四天王の一人として扱うことを約束する）。
その後「Break.18」において出所する。
ジェイソン
「リーグ」の四天王の一人。ニューヨーク生まれの大柄な体格の黒人ハーフの青年。優しい性格。初登場は「Case4」。二重国籍者で日本での戸籍名は堀口五郎（ほりぐち ごろう）。アメリカでの出生届に基づく本名は堀口・ジェイソン・五郎だが、本名を知るものは少なく、皆からはジェイソンとだけ呼ばれている。吃音の症状がある。
「Case4」においては「堀口・ジェイソン・五郎」の名前を知っているのは、四天王とトオルだけのために痢遺愚狩り事件の犯人の容疑者の一人として名が挙がる。実は9Jに洗脳されており、その後、「Case9」においては彼の謎の協力者として、リーグの動向を彼に伝えていた。9Jと話す時にはトラウマが無くなり吃音が出なくなる。他の四天王たちが9Jの策で警察に逮捕されたことで洗脳されていることがわかり、映児に待ち構えられる。最終的に映児によって憑き物を落とされ、洗脳が解ける。
コージ
「リーグ」の四天王の一人。本名は見島晃司（みしま こうじ）。短髪の青年。四天王の中で一番アツくて短気な男と評される。「Case4」では推理した志摩に反発し、当初犯人として疑われるが、彼女のプロファイリングから外れる人物であったためにすぐに犯人の目星から外される。

### 犯罪者・敵役

#### レギュラーの犯罪者
沢木 晃（さわき あきら）
「CASE2：時計じかけのリンゴ」の主犯であり、以降、物語を暗躍する本作品の最大の敵。リンゴをトレードマークとする。志摩の大学時代の同級生。登場時は、爽やかで好感的な青年であったが、これは演技で本性は冷酷かつ凶悪。IQ200以上の超天才で心理学ほか広範な知識を有し、催眠術や人心掌握に長ける。自己の利益や興味のために犯罪計画を立案し実行し、罪の意識はまったく無いという。一方で志摩を手助けすることもあり、犯罪心理のプロとして助言を与えたり、自らが知っている事件の不明点を明かしたりする。
「CASE2」においては、幼少時に両親が離婚したことや、大学の恩師（志摩の恩師でもある）で実は実父であった若林十蔵との確執などが明かされるが、沢木自身は生まれつき罪悪感が無かったと言い、特に過去の出来事で異常な人格が形成されたなどの逸話はない。同編では時計や童謡「大きな古時計」が沢木の重要な要素として描写されるが、「CASE2」以降では特に描写されない。実は物語開始以前から最終章「CASE FINAL」で登場する警察内クーデター勢力に協力者として加担しており、赤樹宗一郎の死も、彼がサイコメトリー能力者であると判断して殺害を助言したことによるすべての黒幕であった。ゆえにサイコメトリー能力に対する防衛方法も熟知しており、「CASE2」において、心を読まれても当初は映児と志摩の捜査の目をくらませることができた。
「CASE2」では爆弾テロリスト集団「時計仕掛けのリンゴ」のリーダー「アップル」として事件を起こす。その真の狙いは金塊強奪であったが、最終的に映児と志摩に見破られ逮捕される。その後、「CASE3」では捜査に行き詰まった志摩に頼まれ、拘置所から犯人像について助言し、荒井の逮捕に繋がる。「CASE6」にて犯人の千堂牧師を利用して拘置所からの脱獄を果たし、「CASE9」や「CASE11」では、指名手配の身ながら志摩の前に姿を現し、「CASE3」と同じく捜査に行き詰まる彼女にヒントを出したり、彼女でも気づかなかった事件の真相を明かす。
「CASE14」は最終盤で実は事件の真の黒幕であったことが明かされる（「MELA」はイタリア語でリンゴの意）。志摩に対し「CASE11」で得た電磁波の地見の利用と、犯罪心理の実験（詳細は大清水宏の項を参照）だと説明するが、実は続く「CASE FINAL」での警察内クーデター勢力のための実験であった。「CASE FINAL」では有力な協力者として犯人グループを手助けする他、上記の赤樹にまつわる過去などが明かされていく。最終的に失敗を見越して、一足早くアジトを脱するが、映児に憑依した赤樹の亡霊に行く手を阻まれる。自分の知識を超える現象に動揺し、映児を轢き殺そうとしたが、拳銃で胸を撃たれ、そのまま車ごと夜の海へと転落する。死亡したかに見えたが、最終話のラストで生きていることが示唆される。
第2部では「Break.14」で再登場し、生存がはっきりする。「Case.6」では志摩の求めに応じ、犯人のアリサの催眠治療を行う。また、「Case9」の最終盤において9Jの計画の出資者であったことが明かされる。
ドラマ版では1期に登場し、同シーズンでの黒幕となっている。羽根山を殺害し、恵美を巻き込むなどしたが、最終的には映児や志摩に敗れて転落死する。そのため、2期の原作エピソードで本来は沢木が関わる場面はすべて幾島に置き換えられている。
実相寺 碧（じっそうじ みどり）
「CASE6：ユダの黙示録」から登場。沢木が開催していたセミナーの受講生で彼の協力者。ユダ事件において沢木の脱獄を手伝うため、彼の計画に沿って映児よりも強力なサイコメトラーのフリをして志摩の捜査を撹乱する。最終的にはサイコメトラーという嘘はバレてしまうものの、沢木は無事に脱獄を果たし、以降、沢木が関わるいくつかの事件に、彼のパートナーとして登場する。最終エピソードとなる「罪と罰」にも登場するが、最終盤で同乗していた沢木が運転する車から落ち、以降は生死不明。
第2部では「Case9」の沢木の登場シーンにわずかに現れ、生きていたことが判明する。
ドラマ版では2期に登場し、幾島と行動を共にする。最期は用済みとしてあっさり殺されてしまう。
幾島 丈二（いくしま じょうじ）
「CASE8：屍の街」の黒幕で、以降、トオルを助けるために現れる食えない存在。アウトローな一匹狼の男で腕っぷしも強い。金と力を目的として犯罪を行う。相手に触れなくても思考を読むことができるなど、実は映児よりもはるかに強力なサイコメトリー能力を持ち、それを利用して人心の支配などを行う。戦闘でも相手の射線や撃つタイミングを読むことで拳銃を持ったプロを相手にナイフ1つで殺すなど、作中でも屈指の強さを誇る。
他者の思考が読めるがために、人の悪意を感じ続け、半ば達観した思想を持つ。それがゆえに、不良達のリーダーながら黒く染まっていないトオルの内面を高く評価し、気にかけている。その結果「CASE12：カンナビス」では彼の実兄・一馬が破滅するよう仕向け、「CASE FINAL：罪と罰」では捕まったトオルを助けに現れる。また、映児を自分以外の能力者として特別視しており、その能力が計画の邪魔になると知っていて安岡に排除させたのに、土壇場では彼の命を助けている（映児もまた幾島を殺す気にはなれなかったという）。
かつて中学時代のトオルを嗜め、彼に大きな影響を与えると共に、今も強く敬愛される。トオルが渋谷の不良たちを束ねる経緯においても活躍し、トオルを刺した狂犬・安岡を渋谷から叩き出す。その後、出国してコロンビアなどの裏社会で活動し、カンナビスから一目置かれる存在となる。そして南米産のコカインを日本に密輸入して一儲けを企んでいた。
「CASE8」の冒頭において安岡に刺された映児を助け、作中に登場する。当初はトオルの味方として行動するが、実は事件の黒幕であり、そもそも前もって安岡に映児を排除するように命令していた張本人であった。幾島としては本心からトオルを味方に引き込みたいと考えていたが、同時にトオルが乗らないことも理解しており、アジトに乗り込んできたトオルと一騎打ちの末に、相打ちで共に夜の海へと転落する。そしてトオルを助けると計画を諦め、再び出国する。
「CASE12」では一馬の狂言誘拐を知っていた上で、実行犯がカンナビスとなるように動き、後にカンナビスが一馬を粛清するように仕向ける。「CASE FINAL」では敵組織に捕まったトオルを助けるために敵アジトに現れる。
第2部では「Break.14」より登場する。「Break.18」からカンナビスと共に行動し、9Jの依頼を受けて彼の計画に必要な銃器や爆弾の手配を行い、第2部における一連の9Jの事件に間接的に関わる。「Break.22」では少年時代のエピソードが展開され、中東でのテロ事件に巻き込まれた外交官時代の牧原を助けていたことが明かされる。
ドラマ版では2期に登場し、同シーズンでの黒幕となっている。「カルロス」と名乗る。サイコメトリー能力は持つものの、設定は大きく変更されており、サイコメトリー能力は右手に限定されている他、IQ200以上の天才で人を操るほどの心理学のエキスパート、さらに部下に実相寺碧がいるなど、沢木を兼ねた役になっている。弟の幾島タケルと山で遭難した際に、一人分が生き残るだけの食料を巡って「兄を殺す」という弟の心の声を聞いてしまい、逆に弟を殺して生き延びたという過去を持つ。それによって人間不信となっており、日本でテロを起こそうとする。2期最終話において映児とのサイコメトリー対決にて、弟の真意が自分を助けるためであったことを知り、映児を助けた後、爆弾を持って沖まで泳ぎ、爆発と共に姿を消した（死亡は明示されていない）。
カンナビス
「CASE12：カンナビス」の敵役。世界的なプロの犯罪請負人。容姿麗しい美青年であり、普段は女装している。見かけは華奢な身体つきながら、ワイヤーで瞬く間にひしゃげるほどに人間の首を縊るなど異常な膂力を持ち、喧嘩慣れした映児に腹を殴られても逆に映児が痛がるほどに鍛え上げられた鉄のような腹筋など、異常な身体能力を持つ。後述する経歴から銃器の扱いのほか、明かりのない夜の山を難なく行動して標的を追い詰めるなど、作中屈指の戦闘能力を持つ。幾島とは交友があり、信頼している。
実は日本人で本名を「宏明（ひろあき）」と言う。商社マンの息子という裕福な少年であったが、家族（両親と妹）を乗せたセスナ機が運悪く南米ゲリラの支配地域に不時着し、目の前で両親は射殺され、自身は少年兵としてゲリラに教育される。過酷な運命と生活の中で凄腕の兵士となるが恨みは忘れておらず、18歳の誕生日に不意打ちとはいえ、単身でゲリラの本拠地アジトを襲撃し壊滅させる。その際、生き別れとなって自分と同じく少年兵として育てられた妹を火炎放射器で焼き殺しており、炎にトラウマがある。
大物政治家の息子・牧原一馬の誘拐を依頼され、来日する。トオルの妨害を物ともせず無事に依頼を果たすものの、これが一馬の狂言誘拐だと知って、プロの犯罪請負人としてのプライドを傷つけられたことから、報復を目論む（これらは実は旧知の幾島の思惑もあり、トオルのために一馬を殺そうと考えた）。厳重に警備された邸宅から一馬を誘き出させるなど搦め手も駆使し、追い込むものの、映児とトオルの妨害に遭う。予め得たサイコメトリーの情報から、炎がトラウマと知っていた映児によって現場に火が着けられるが、これによって逆に暴走してしまい、完全に手のつけられない状態となる。異常な戦闘能力で2人を凌駕するものの、精神が破綻する寸前で、そこに現れた幾島に拳銃で撃たれ、意識を失う。その場では幾島に射殺されたようにも見えたが、実は生きており（あくまで暴走を停止させるために幾島は撃った）、再び海外で活動しているシーンで編は終わる。
その後、第1部では登場しないものの、映児とトオルにとっての恐怖の存在としてたびたび名が挙がり、「カンナビス先生」とも呼ばれている。
第2部では「Break.14」より登場する。「Break.18」から幾島と共に行動し、9Jの依頼を受けて彼の計画に必要な銃器や爆弾の手配を行い、第2部における一連の9Jの事件に間接的に関わる。特に9Jの依頼を受け、牧野ら素人相手に軍事訓練を施す。
ドラマ版では、ゲリラだった過去の設定部分のみ一部を変更した上で幾島に流用されている。
9J
「Case9：ラスト・ドラゴン」の敵役で、第2部の「Case4」や掌編における黒幕。「リーグ」に次ぐ100人規模の渋谷の愚連隊「FSD」のリーダー。本名は九十九 条龍（つくも じょうりゅう）。龍をトレードマークとする。愚連隊を率いながらも不思議な雰囲気を持つ青年であり、相手の信頼を得たり、ほぼ洗脳に近い説得を行うなど、天性のカリスマを持つ。FSDはリーグのような集まりと違い、皆が9Jに絶対的な忠誠心を抱く親衛隊と評される。その能力に関して科学的には1/fゆらぎの声が理由と説明されるが、映児からは紫の龍が相手に乗り移るイメージが見え、9Jの影響下に置かれた人間には紫の靄が掛かっているように見えるなど、何らかの不可思議な能力者であることが示唆される。
自らの体内には99匹の龍がおり、自分は100匹目の龍と考えている。また日本列島を龍に見立て、今の日本人たちを、日本という龍を蝕む存在と見なし、これらを一掃する計画として「SGDプロジェクト」を始動する。協力者である沢木によれば、様々な社会問題による燻りを敵意や殺意にまで育て上げ、現在の中東などの国で起こっている内戦を日本にもたらすのが目的だという。大衆扇動実験として興味をもった沢木から10億円を支援され、またその代金で幾島やカンナビスに依頼し、武器の輸入や部下たちの軍事訓練を行っていた。幾島からトオルの殺害を禁じられていたものの、計画上はトオルの殺害が重要だとし、「Case9」では執拗に彼の命を狙うほか、それ以前から、キイチローを洗脳するなどしてリーグへのダメージを与えていく。
まだ母親の体内にいた胎児の時に両親が背中に龍の入れ墨を彫った麻薬中毒者に襲われるという事件を受ける。この時、母は丸二日にわたって大量の覚醒剤を打たれながら昼夜問わず犯され、さらに最後は腹を割かれて、無理やり出生させられたのが条龍であった。そして自分を龍と見立てた男は条龍を「自分の子」や「龍の子」だと言って取り上げているところを射殺された。この時の胎児の記憶が後の人格形成に影響を与えたのではないかと志摩は推測している。条龍という名はその後、彼を引き取った養父母に偶然から名付けられたものであったが、その後、その養父母を小学生の時に平然と惨殺し、本来の両親の名字であった九十九に名字を復していた。
「Case4」より登場し、キイチローを洗脳した同編における真の黒幕だった。その後も掌編においてしばしば登場し、後の「Case9」における事件の準備が展開されていく（幾島からの武器の購入・カンナビスの軍事訓練・ヒカルの洗脳）。「Case9」ではまずヒカルにトオルを刺殺させようとし、その後も、拳銃を持った部下たちを使ってトオルを襲撃させ、命を狙う。また、やはり洗脳下に置いていたジェイソンからリーグの動向を把握するなど首尾よく勧めていく。第二段階としてマッキーらに命令して汚職政治家などの殺害を実行させ、これら一連の事件をリーグメンバーの犯行であるかのように偽装する。この中にはトオルの父・牧原もおり、一命を取り留めるも重傷を負う。最終的に大規模な暴動を起こさせようとしたが、映児とトオルの襲撃を受ける。トオルを洗脳して映児にぶつけるも、結局、映児に過去の記憶を読まれたことでトラウマをえぐられ、建設中のビルにロケットランチャーを打ち込むという無意味な行為を行って失敗に終わる。その後はそのまま姿を消してしまう。

#### メインストーリーにおける犯罪者（第1部）
遠藤 菊男（えんどう きくお） / メビウス
「CASE1：殺人鬼メビウス」の犯人。映児が通う高校の数学教師。校内では至って普通の教師として過ごしているが、その正体は制服を着た少女を標的とする猟奇殺人鬼。特に被害者の衣服を逆さまに着せ直し、紙で作った「メビウスの輪」を現場に残すという異常性を示すことから、警察関係者から「メビウス」と呼ばれる。作中で判明している中では5名の女子学生を殺害している。
小学生の時、従姉のカヨに勉強を教えられ仄かな恋心を抱くが（メビウスの輪もカヨから教えられたもの）、遠藤がトラックに轢かれそうになったところを庇ってカヨが轢死してしまう。その際の首が折れて顔が背中側を向くという無残な死体を見て、恐怖を通り越して性的興奮と錯覚してしまう。加えて、異常なほど過保護な母親の下で育ったため、恋愛経験に乏しく、マスターベーションなどの性的衝動も健全に解消できず、過去の錯覚が矯正されずに異常な人格が形成されたのではないかと志摩は推測している。
犯行を重ねる中で章吉に濡れ衣を着せようとするなど警察の捜査を撹乱するが、プロファイリングを用いる志摩には通用せず、さらに現場に残したメビウスの輪を映児がサイコメトリーした事で、2人による捜査の手が伸びていく。新たな標的として恵美を狙い、気絶させた彼女をマネキンの廃工場に連れ込むものの、恵美の救出に向かった映児に踏み込まれ、激しい乱闘の果てに志摩に逮捕される。
沢木 晃（さわき あきら） / アップル
「CASE2：時計じかけのリンゴ」の主犯。
→#レギュラーの犯罪者
荒井 弓子（あらい ゆみこ） / サイレント・ストーカー
「CASE3：サイレントストーカー」の犯人。西洋人形を模したアイドルグループ「スクエア・ドール」の女性マネージャー。32歳。おしゃべりだが、タレント想いの良きマネージャーで、アイドルの西洋人形を模した特徴も彼女によるもの。だが、その実は後述する幼少時のトラウマによって西洋人風の美少女に固執していた心理が露出した結果であった（映児曰くストーカーにとって天職）。ところがメンバーのフロント争いに端を発する赤樹リエへの暴行事件と、その暴露を知って完全にトラウマが蘇って狂ってしまい（トランス状態となり）、その加害者側の少女たちを舌を切り取って殺して行くという連続猟奇殺人を行い始める。切り取った舌は保存してあり、シリアルキラーの特徴である「スーベニア（記念品）」と見なされる。また、トランス状態の時は舌が異様に伸びる特徴がある。
幼少時はパリに住んでいたが、父の再婚によって一緒に暮すことになった西洋人の義姉たちに虐められる日々を過ごすこととなる。西洋人形のような美しい顔立ちの義姉たちに対して醜いアジア人の自分という対比と共に、かつて噂好きの女性を懲らしめるために作られた拷問用の仮面（かなり舌が長い特徴があり、「お喋り女の舌を抜け」という文句で誹謗される）をつけられるという虐めと、その果てに10歳の時に長姉を殺してしまったことが強いトラウマとなる。
事件が始まった当初は、熱狂的なファンによるストーカー事件と考えられたために、マネージャー、しかも女性という盲点によって志摩のプロファイリングにすら引っかからず、加害者メンバーへの犯行を重ねていく。ただし、この中には実際には加害者ではなかったタカシの姉・清水晶子も含まれ、編の最終盤では暴走して被害者だったリエも殺そうとする。しかし、沢木の助言で真相に気づいた志摩に現場に踏み込まれ、逮捕される。
ドラマ版では4人の義姉を皆殺しにしており、裏の人格は男の人格と明確に説明されている。
三浦 良和（みうら よしかず） / ポイズン
「CASE4：笑う死体」の犯人。映児の同級生。臆病な性格でパシリになりやすいタイプの青年。天文部所属。「CASE4」の前日談において映児に助けられる。後述の経緯からシャーマンのような能力を獲得し、「ポイズン」を名乗って「レッドパラソル」という幻覚作用のあるドラッグをバラ巻いていた。摂取した不良たちを束ねる一方で、自分を虐めていた女子生徒らをドラッグの錯乱状態下で裸にさせ、自殺させていた（死体は笑った状態で発見される）。また、カシオペア座を星座の王として、そのWのようなマークを自分のシンボルのように使っていた。
「CASE4」の少し前、自分を虐待していた母親を衝動的に殺害してしまい、その後、自殺するために隠れた体育館の床下で発見した幻覚作用のあるキノコを食べる（後の「レッドパラソル」の材料）。その際、精神疲労などで心が弱っている人間の心理を感じ取った上、逆に自分の思念を送り込むことで相手の精神や行動を支配するというシャーマンのような能力を獲得する。そこでクッキー状のドラッグ「レッドパラソル」を摂取し、幻覚作用で錯乱状態になった相手を操るようになり、上記の事件を引き起こす。ただし、深層心理では自分の起こした事件に怯えており、その意識から逃避するための暴走であった。
編の終盤、恵美にドラッグを摂取させて拉致し、映児をも自分の支配下に置こうとする。ところが、映児がサイコメトリーで読み取った自分の心理を、その能力で読み取ってしまう。上記、自分のトラウマを突きつけられる形となって錯乱し、ナイフで自傷して倒れ、そのまま逮捕される。
第2部において、志摩のセリフから精神異常を鑑みて罪を問われなかったことや、既に出所していることが示唆されている。
ドラマ版では設定が大きく変わっている。裕介と同じ東大生で、犯行動機も海外留学の権利を獲得するためという利己的な理由になっている。また、使用したドラッグの名も「α（アルファ）」になっており、幾島が関わっていた。
玉置 弘志（たまき ひろし） / ジャスティス
「CASE5：殺人鬼ジャスティス」の犯人。警邏係の巡査（制服警官）。生真面目な性格で勤務態度は良好。父も警官で幼少より強い正義感を持つが、母親の不倫現場を目撃してしまいトラウマとなる。その際、後に凶器となる父から貰った十手で不倫相手を殴りつけている。その後、成長し警官となるが、生真面目な性格が災いして強いストレスを受けるようになり、ドラッグに手を出し始める。そしてその副作用の幻覚症状や被害妄想と、過去のトラウマが結びつき、殺人鬼ジャスティスとして一連の事件を引き起こす。
援助交際や、AVへの出演など不純な性行為を行っている長髪（ドラマでは蝶のペンダント）の若い女性や少女を標的とし、ゴミ袋扱いのスーパーやコンビニなどのビニール袋を頭に被せて、（袋の中身がグチャグチャになるくらい）十手で頭部を殴打して殺害する。標的に対する正確な事実関係はまったく関係なく、あくまで玉置本人の思い込みであり、騙されてAVに出演させられた百瀬ジュンや、イタズラで援助交際募集の案内板に貼られためぐみをも標的とした。また、殺害した相手の髪を切り取って持ち去り、それを風呂に入れて入浴するという性癖がある。
被害者の百瀬ジュンが、想い人かつ、実は犯行現場（彼女のアパート）を訪れていたのに勘違いで犯行を防ぐことができず後悔したトオルに狙われる。めぐみを標的として襲ったところでトオルに正体がバレ、めぐみを人質に形勢逆転を狙うが、荒事に長けるトオルに勝てるはずもなく、拳銃まで奪われ追い詰められる。そして志摩の制止を振り切ったトオルに撃たれ倒れるが、実は1発目が空砲で恐怖から気絶しただけであり、そのまま志摩に逮捕される。
千堂（せんどう） / ユダ
「CASE6：ユダの黙示録」の犯人。プロテスタント系の牧師。生真面目かつ実直な性格で敬虔な人物。ミッション系高校で聖書の授業を担当している他、留置所への説法も行い、多くの凶悪犯を改心させた実績を持つ。しかし、心の内では強い残虐性を秘めており（副人格ユダ）、それに気づいた沢木によってユダを覚醒させられるのと同時に、殺人の指令を与えられ罪を犯し始める。標的は自分が知る信仰心のある善良な者であり、それを「偽善者」とみなし、イエス・キリストの12使徒に擬えて殺害していく。後に沢木によれば、自分を脱獄させる約束でユダと契約したという。犯行時は「きよしこの夜」を逆さに歌うなどの異常行動を取る。
映児のサイコメトリー能力を逆用した沢木と実相寺の策謀で志摩の捜査が狂わされ、犯行を続ける。編の終盤で映児に犯行を妨害されると共に正体がバレると、残りの「使徒」を殺害するため留置場を襲撃し、看守を斧で惨殺した後、奪った拳銃で次々と改悛した(自身が改悛させた)凶悪犯たちを殺害していく。最後に沢木に拳銃を向けるが、上記の通り沢木は最初からユダの協力者であり、沢木の脱獄に手を貸す形で自ら拳銃自殺を遂げる。
中谷 章夫（なかや あきお） / 屍桜
「CASE7：蒼ざめた手」の犯人。海林寺高校の体育教師。水泳部顧問。当たりが良く教師の鑑のような中年男性。妻帯者。生徒たちにも慕われていたが、そのうち、女子生徒の一人と男女の仲となっていた。曰く付きの校庭の桜「屍桜」に首吊り自殺に見せかけて、同高校の女子生徒や女性教師を次々と絞殺する。「CASE7」の犯人であるが、後述するように白雲山の霊に憑依されて犯行に及んだような形となっており、中谷自身には犯行の記憶がなく、当然ながら動機や、きっかけとなる過去のトラウマのようなものも無い。
編の少し前、切り倒そうとすると祟られるという曰くがあり、工事関係者も躊躇する「屍桜」を自らチェーンソーで斬り倒そうとする。その際に、その樹液を浴びて倒れ、この時に白雲山の霊の取り憑かれてしまう。以降、自分と交際していた女子生徒など、次々と自殺に見せかけて絞殺していく（正確には、頸動脈を上手く抑えることで手の跡が残らないように綺麗に絞め落とし、鑑識や検死官でなければ首吊りとしかわからないような殺し方である）。
編の終盤、元凶が「屍桜」と判断した映児が桜を焼き倒そうとすると、それを妨害するために現れ映児と戦うこととなる。白雲山として相撲取りさながらの力や技を駆使して映児を追い詰めるものの、かつての奉行所での白洲の記憶を読み取った映児が、奉行の断罪のセリフを繰り返したことで、怯えて屈する。その後、映児によって屍桜は焼かれ、呪いは消える。
ドラマ版では、関係を持った生徒から脅迫されたという中谷自身の動機も追加されている。
白雲山の霊 / 屍桜
「CASE7：蒼ざめた手」の実質的な犯人。江戸時代の力士で、その逞しい両腕で遊女などを好んで絞殺していた殺人鬼。最終的には奉行所に裁かれ、死刑に処されるが、その前に両腕を斬り落とされ、それが映児の高校にある「屍桜」の根本に埋められていた。その白雲山の霊魂ないし思念が、栄養として吸われた「屍桜」に宿っており、「CASE7」における一連の事件を引き起こす。
「CASE7」は基本的に白雲山が憑依した中谷の仕業であるが、一方でサイコメトリー能力で白雲山の記憶を読み取った映児にも影響を与える。また、中谷や映児を介さない超常現象と呼べるものも引き起こしている（映児の部屋の窓に、桜の樹液による白雲山の手形が残るなど）。また、中谷自身は中肉中背の中年男性ながら、白雲山の憑依中はまさに力士といった膂力を発揮し、技などを駆使する（そもそも両手で首を締めて、綺麗に締め落とすなどは素人には不可能）。
幾島 丈二（いくしま じょうじ）
「CASE8：屍の街」の主犯。
→#レギュラーの犯罪者
安岡 辰巳（やすおか たつみ）
「CASE8：屍の街」の犯人の一人。3年前、トオルと幾島によって渋谷から追い出されたイカれた不良。痩けた頬に赤い長髪が特徴で、葉巻の「ハバナ」を好み、よく吸っている。目的のためであれば卑怯なことなどまったく気にせず、トオルからは「狂犬」と評される。「CASE8」におけるコカイン市場を巡る陰謀の首謀者と思われていたが、実は黒幕である幾島の共犯者であった（正確には安岡も幾島によってコカイン中毒にされており、彼の言いなりであった）。
3年前はトオルを、本編では映児を唐突にナイフで刺し、機先を制するなど、とにかく手口が汚い。自らが、コカイン市場の商売敵である渋谷でのドラッグのディーラーグループ「69」の仲間であるように見せかけて「リーグ」に潰させ、コカイン市場の独占を図る。編の終盤では、アジトに乗り込んできた映児を部下たちと共に返り討ちにしようとするがまったく敵わず、ほとんど殺されかけた状態で警察に捕まる（赤樹の霊が映児を止めたために、トドメが刺されなかった）。
「BREAK32：復讐の下手投げ」で再登場し、少年院を脱獄して映児とトオルに復讐しようとする。実は中学時代は相撲部で、全国大会で準優勝したほどの力量であったが、それを読み取った映児らが、相撲で決着をつけようとしたため、呆然としてしまい、そのまま再逮捕された。
青木 義男（あおき よしお） / 殺人シェフ
「CASE9：殺人シェフ」の犯人。レストラン用品のクリーニング屋。その正体は「料理を冒涜した」と判断した料理人を拘束し、自らの料理を食べさせ、満腹で食べられなくなると激昂して殺すという殺人シェフ。幼いころからフランス料理に憧れを持ち、また人並み外れた嗅覚を持っていた。化学系の大学を卒業後、その嗅覚を生かして食品メーカーに就職し、商品の開発チームに配属される。そこで冷凍食品の魚でも焼き魚の香りがする香料の開発などを行うが、同時にそれが「料理への冒涜」と深い自責の念を持つようになり、最終的に精神を病んで退職し、実家のクリーニング屋を継ぐ。自ら趣味で料理研究をする傍ら職業柄、様々なレストランを訪れるため、ゴミを漁って分析までしていた。しかし、そこで顧客の1つがかつて自らが開発していた香料を使っていることに気づき、それが過去のトラウマと結びついて殺人を繰り返すようになる。
上記の通り、標的は化学調味料の香料を使うなどして「料理を冒涜した」と考える料理人であり、それに自らが調理した「本当の料理」を味わわせることを目的とする。見た目は高級料理に慣れた志摩も感嘆するほどの出来栄えであり、標的に食べさせる際には隠し味などを細かに説明するなど、自分の料理に絶対の自信を持つ。ところが、実は個人研究で料理をやっていたがために、ビネガーはプロとしては賞味期限が切れたものを使ったり、水は水道水であるなど、しょせんアマチュアだった。
自身が料理人として高く評価していた顧客・トオルの母親（江川瞳）が、例の香料を使い始めたことに気づき、標的とし他の被害者たちと同じく、自分の料理を振る舞う（これは誤解で、彼女が用事のために代理を任せた河原崎が勝手に香料を使っていた）。ところが、そこで上記の欠点を次々と彼女から指摘され、最終的に単なる見掛け倒しだと料理人失格の烙印を押される。そのショックで発狂し、自らの身体を切り刻み倒れ（映児曰く自分自身を料理してしまう）、逮捕される。
第2部において、精神異常を鑑みて罪を問われなかったことが示唆されており、ピザ屋のバイトとして登場している。
ドラマ版では「川辺（かわべ）」という名前で登場し、少なくとも料理の腕は高かった（見掛け倒しの料理は河原崎に設定が変わっている）。
轟 省吾（とどろき しょうご）
「CASE10：テロリストの挽歌」の犯人。定年間近の少年課の刑事。年相応に非常に温厚そうな初老の男だが、実はかつて「ミスター捜査一課」と呼ばれた捜査一課の伝説的な刑事。武道、射撃（拳銃、狙撃両方）、捜査能力共に優れており、過去にはオリンピックに出場して銀メダルを獲得し、海外で教官を経験したこともある。また、捜査一課時代は、新人だった志摩の上司で教育も担当しており、彼女が頭の上がらない一人だった。ある事件で志摩を助けるために犯人の少年を射殺し、轟に落ち度はまったく無かったが、自責の年から拳銃を捨て、少年課に異動したという過去を持つ。孫娘の加藤舞を強姦の末自殺に追いやった5人の少年たちに復讐するため、「復讐に燃えるテロリスト」として一連の事件を引き起こす。
舞の自殺後に、初めて事件のことや彼女が自分に相談しようとしていたことを知り（少年課の刑事とはいえ、未成年保護の観点から事件を知らなかった）、激しい後悔に襲われる。そして昔のツテで手に入れたトカレフ拳銃で自殺しようと街を彷徨っていたところ、偶然にも犯人の少年の1人に出くわし、そこで彼らが反省していないどころか、自らを「鬼畜系」と称して新たな事件を起こそうとしていることを知り、そのまま激昂して射殺する。そこで孫の復讐を遂げることを決意し、ドラグノフ狙撃銃なども用いて、残りの4人を殺害するための行動を起こす。途中で志摩に犯人とバレ、妨害を受けるものの、彼女の想定を超える狙撃術などで標的たちを葬っていく。最後のリーダー格の1人を追い込み、恐怖のために重傷を与えたところで、駆けつけた映児や志摩の妨害を受ける。志摩との激しい銃撃戦の末に、彼女に対して有利に立ったように見えた瞬間にSATの一斉射撃で死亡する。実は自身の銃弾は既に尽きており、有利に見えたのはブラフであった。死の間際に自分の記憶を映児に読み取らせ、詳細な動機を伝える。
若竹 夏美（わかたけ なつみ） / イムタン
「CASE11：騒霊の館」の犯人。画廊経営者。青池蘭の熱烈なファンである壮年の女性。実は病魔に冒され余命間もないために心理が不安定な状態となっており、自殺願望のあるリストカッターであった。その中で青池の絵と出会い、自分の最後の命を敬愛する彼女のために使おうと考える。そこで青池から彼女が憎んでいる人間（航空機墜落事故の生存者）を聞き、一連の殺人を犯す。標的を殺した後、喜怒哀楽を示す濃い化粧（歌舞伎の隈取のようなもの）をさせるのが特徴（館内での殺人では化粧に加えてポルターガイストによる人形の殺人のように演出した）。標的全員を殺害した後、手首を切って自殺する。
殺人者「イムタン」は、夏美のアナグラム（ローマ字の逆読み）である（NATUMI→IMUTAN）。また、若竹自身がイムタンを名乗ったわけではなく、犯人を知る青池が犯人はイムタンと言ったことによる。
青池 蘭（あおいけ らん）
「CASE11：騒霊の館」の主要人物で、実質的な黒幕。17歳の若き美人洋画家。14歳で画壇デビューし、見る者に感銘を与えるような風景画を描くため、人気を博し、ファンが多い。かつて13歳の時に航空機墜落事故に巻き込まれて唯一の生存者となり、そのショックで感情を失い心を閉ざしている。また、常に車椅子で西洋人形マリアージュを膝に抱えており、その人形を使った腹話術によって意思表示する。同事故で両親を亡くしたため、その後、叔父夫妻に引き取られ、人里離れた森の中の洋館で暮らす。
飛行機事故の際に、ある種のサイコメトリーのような能力によって、201人の犠牲者たちが最期に思い浮かべた風景が自分の中に流れ込んでくる。彼女の描く絵の正体は、実はこの風景であり、死の間際の人間が思い出すほどの印象深い風景ゆえに見る者に感銘を与えていた。その中で実は喜怒哀楽の表情の隠し絵も書き込んでいた。
偶然搭乗を見合わせたために飛行機事故を免れた人たちがインタビューで喜ぶ姿を見て、強い憎しみを抱くようになる（この中には叔父夫妻も含まれる）。その感情を自身のファンだった若竹に吐露したため、彼女が一連の殺人を行うこととなる。だが、飛行事故被害者には青池の想い人であった家庭教師の大学生がおり、実は若竹がキャンセルしたため同乗し事故に巻き込まれていた。その先生の最期の風景は、絵を描く青池の姿であり、実は両想いであったことを知る。そのため、青池にとって最大の憎しみの相手は他ならぬ若竹であり、若竹に殺人者という最大の汚名を着せることが最大の復讐だったのではないか（初めから若竹が殺人を行うよう仕向けていた）、と沢木は指摘している。
犠牲者全員の絵を描き終わったこと、復讐が完了したことで、編の最終盤で喜怒哀楽を取り戻し、これからは自分の描きたい風景を描くと宣言するシーンで終わる。
カンナビス
「CASE12：カンナビス」の敵役。
→#レギュラーの犯罪者
ヤコブ
カンナビスの部下の男。癖のある長髪に髭面、三白眼という怪しい風体の男。カンナビスの正体が明らかになるまで、あたかも彼がカンナビスであるかのように描写される。実際のところは、カンナビスの部下として道具や誘拐した一馬の身柄を運ぶ程度の仕事で、裏の人間とはいえ、カンナビスや幾島のような人間離れした異常性はない。
能条 蓮治（のうじょう れんじ） / サイレント・ボマー
「CASE13：サイレント・ボマー」の犯人。花火師の青年で、映児と国光の幼馴染かつ親友。映児や国光とは対象的な冷静で落ち着いた性格。サイレント・ボマー編の前段において、自らが済む下町が悪徳不動産会社の地上げの被害に遭い、この事件は映児と国光の活躍で片付く。しかし、それから間もなく、強く尊敬する花火師としての師匠でもある祖父が亡くなり、その原因を地上げ屋たちの行為に求めて復讐を誓う（逆恨みではなく、実際に地上げ屋らの睡眠妨害などで祖父の体調が悪くなったなどの描写がある）。そして花火師としての知識を活かし、地上げに関わった人物らを次々と爆殺していくが、他に被害を出さないために事前に徹底的に相手を調査し、さらに子供たちが凄惨な死体を見ないように煙幕を張るなどの配慮まで行う。その爆発物に関する知識・技術は当初、プロファイリングする志摩に軍事のプロと勘違いさせるほどだった。
復讐の途中で正体が発覚するも、映児や志摩、そして国光を出し抜き、復讐を完遂する。一時は捕まってしまうも、自らの片腕を焼き切って逃亡するなど執念で行動し、最後には一連の騒動の中で、真の悪はもっと上の政治家たちと考えるようになり、革命と称して国会議事堂に爆弾を仕掛け、自爆する共に国会議員らを皆殺しにしようと企てる。しかし、蓮治を助けたい映児と国光が下町の仲間（若者）を誘って衆議院議会場を占拠するという前代未聞の事件を引き起こし、そして彼らの説得によって出頭する（爆死を免れた政治家たちの口添えで映児らは全員免責される）。また、失った腕は保管されており、その後手術で元に戻る。
一連のエピソードが国光が政治家を志すきっかけとなり、後にスピンオフ『クニミツの政』につながる。また、特例で花火造りを許されており、同作中では刑務所内から彼が製作した花火玉が送られている。
第2部「Case.8」で再登場し、爆発物のプロとして、映児と志摩に助言する。
ドラマでは未登場で中性的な容貌がB.Jに継承された他、幾島がサイレント・ボマーを名乗っている。
大清水 宏（おおしみず ひろし） / MELA
「CASE14：サバイバル・ゲーム」の犯人。映児の同級生で、同学年における優等生グループの一人。沢木に唆される形で、彼の助言を受けながら、名門大学の推薦枠を狙うライバルたちを殺すという一連の殺人事件を起こす。ただし、基本的に自分が行うことは後述のように下準備のみで、実際の殺しは同じくライバルの灰島を操作するという形で進め、大清水自身が直接手を下したのは返り討ちという形での灰島の殺害のみであった。その上でさらに幼少時に理不尽に自分をイジメた恨みの対象である章吉に罪をなすりつける。MELAはリンゴのイタリア語で、章吉をハメるため「芽衣羅」という名前も使った。
「CASE14」の事件の仕掛けや構造は特殊である。まず、沢木が、特殊な命令を受信すると強力な電磁波を発する違法携帯電話を開発し、標的たちが持つように仕込む。電磁波に反応して発火する金糸の入ったアクリルのセーター（アクリル自体が燃えやすい面もある）を合格祈願品のような形で口コミ（優等生の親のコミュニティーなど）で標的に着させ、さらにただ服が燃えるだけでは効果が薄いため、予め事件現場の酸素濃度を高くしておく（これはすべて大清水が行う）。大清水はMELAとして灰島を唆し、灰島は標的の携帯電話に着火の命令送信を行う（灰島は命令送信するだけで、着火する仕組みは知らない）。以上は沢木にとって罪の意識を希薄化させる心理実験であり、また携帯電話による暗殺は、「CASE11：騒霊の館」によって得た電磁波の知見と共に次編「CASE FINAL：罪と罰」における標的暗殺の実験でもあった。
沢木の思惑通りに計画を進め、基本は灰島に殺させること、その灰島殺害はあくまで正当防衛という形にすることで罪の意識が希薄だった。また、実際に犯行の証拠がまったくない完全犯罪であり、志摩も諦める。しかし、理不尽な決着に納得がいかない映児と裕介、トオルから、犯行方法はすべてバレていること、さらに目的であった推薦枠を自分より成績優秀な裕介が狙うと予告されたことで精神を強く動揺させられる。そして、携帯電話1つで容易く人を殺せるという事実から、駅のホームで電車を待っている際、周りの着信音で今度は自分が殺されるのではないかとパニック状態になり、そのままホームに転落して電車により轢死する。
灰島 和良（はいじま かずよし）
「CASE14：サバイバル・ゲーム」の実行犯。映児の学校の優等生グループの一人。名門大学への推薦枠を狙う中で、自分より成績上位のライバルたちを「MELA」と名乗る人物のメールでの指示を受けながら次々と焼き殺していく。灰島自身がやったことは基本的に着火源となる改造携帯への特殊命令送信だけで、酸素濃度を上げるなどの前準備はすべて黒幕のMELAこと大清水が行っていた（加えて、灰島自身はあくまで命令を出せば標的が焼け死ぬという事実しか知らず、違法携帯電話が暗殺の道具とは知らなかった）。「CASE14」は、灰島が実行犯と読者に明らかにされた形で物語が進む。
実は大清水よりも成績は1つ上であったが、MELA（大清水）から教えられた成績順位は逆であった。そこで大清水も灰島にとって標的となり、最後の殺しとして特殊命令を送信をしようとする。そこをあくまで心理的には正当防衛という形で、逆に大清水から携帯に命令発信がなされ、焼き殺されてしまう。
長尾 修一（ながお しゅういち） / レイブン
「CASE FINAL：罪と罰」の犯人グループの主要人物。神奈川県警の刑事。志摩の同期。頭脳明晰で志摩も認めるキャリア組の若手刑事だが、先輩の立花や赤樹には敵わないと感じて警視庁ではなく県警を選択したという。「CASE FINAL」の冒頭のロシア人娼婦殺しを担当し、被害者が志摩が立花に送った自分の名前が彫られたたペンダントを持っていたため、志摩に事情を聞きに来る。実は警察内クーデター勢力の幹部であり、ボスであるエレファントの右腕。クーデター勢力を倒すために立花や志摩と行動するように見せかけ、自分たちの存在に気づいた立花を殺害するために志摩を囮に使うのが目的であった。また、沢木からサイコメトリーの防御方法を教えられており、映児の能力から正体を隠し通せていた。
ドストエフスキーの『罪と罰』を引用して、自分を選ばれた人間とし、理想的な国家を作るためとして、自分らの犯罪行為を肯定する（これを沢木からはアドルフ・ヒトラーと同じ考えと評される）。また、もともと沢木と交友関係を持ち、沢木をクーデター勢力に誘った張本人である。ただし、自分は革命家で、沢木は犯罪者だと一線を引く。
あくまで味方の側を装い志摩らと行動を共にする。しかし、立花には薄々正体がバレており、最終的には彼の策で尻尾を出すことになる。最後、アジトの戦いにおいて志摩や阿部を牽制するも、重傷を負った阿部と相討ちになり射殺される（阿部は一命を取り留める）。
近藤（こんどう） / バッファロー
「CASE FINAL：罪と罰」の犯人グループの殺し屋。警察内クーデター勢力の幹部。片耳を欠損している。一時期は立花の部下だったともある元刑事で、ノンキャリア。射撃、格闘術に関して超一流の技術を持ち、組織の戦闘部隊を指揮する。赤樹を殺した張本人であり、「CASE FINAL」冒頭では立花の協力者であったロシア人娼婦を殺害する。
祖父は特攻隊員、父親は政治家のSPという家系で、人一倍愛国心が強い。幼少時に父親が護衛対象を暗殺から庇って殉職し、その後でその護衛対象が汚職で捕まったことに強いショックを受ける。そのためにクーデター勢力に加わっており、その正義心から協力者である沢木のことも毛嫌いしている。
同編において序盤から犯人グループの一員として登場し、作中を暗躍する。終盤、アジトで立花にサシの勝負を挑む。自信をもっていたが、立花の方が一枚上手であり、機転を効かせた立花に破れ、射殺される。
警視総監 / エレファント
「CASE FINAL：罪と罰」の犯人グループのボス。年配の男。現在の日本の政治状況を悲観し、警察権力が背後から政治家の弱みを握って支配するという「静かなるクーデター」を企てる。長尾や近藤から敬服され、長尾からは偉大なカリスマとまで評される。立花は警察内の大物と見立て、作中でも同編初期から登場していたが、最終盤まで公的な役職は明かされておらず、編の最終話にて現役の警視総監であることが判明する。最期は警視総監室に乗り込んできた立花に射殺される。

#### メインストーリーにおける犯罪者（第2部）
美影 潤（みかげ じゅん） / ピース
「Case1：ピース」の犯人。映児の同級生（映児、章吉と共に3年時に留年）。映児からはミカジュンと呼ばれる。グラフィティが得意で、おっとりとした性格の青年で、同じ留年組として映児や章吉と仲良くなり、共に深夜の街でビル壁に落書きをしていた。後述の過去から母親に強いトラウマを持ち、別人格「ピース」を生み出し、被害者をジグソーパズルのピースに見立てて針金で成形し、そこにスプレーで絵を描く（被害者たちを組み合わせると1つの絵になる）という猟奇殺人を繰り返すようになる。
裸の状態でベランダに出されるなど、幼少より画家だった母から強い虐待を受けていた。5歳の時に、おそらく抵抗した時に偶然にナイフが母の首に当たり、彼女を殺してしまう。以降、殺人の記憶も強いトラウマとなり、母と殺人に関する記憶を喪失し、父子家庭で生活していた。しかし、高校に入って一人暮らしを始めた際に孤独感から引きこもりになり留年する。そこでカウンセリングを受けるが、そのカウンセラーが未熟で退行催眠による母殺害の記憶を呼び起こさせてしまい、その強いトラウマを受け入れられず別人格「ピース」を生み出して、母から命令されるという形で殺人を起こすようになる。このため、普段の状態では犯行の記憶がなく、映児と志摩の捜査にも協力していた。
最期は恵美を誘拐し、殺害しようとしたところ、真相に気づいた映児と志摩に阻まれる。トランス状態で「マジェンタ（マゼンタ）が必要」と暴走した末に、自らの頸動脈をナタで斬り自殺する。死の間際に自分の血で自分の身体に最後の絵のピースを描き、息絶える。
植松（うえまつ）
「Case2：処刑の塔」の犯人。鳶の親方で江戸っ子らしく気風が良い。映児のバイト先の雇用主で、龍兵を実の息子のようにかわいがっている。後述のように「CASE2」の冒頭で娘・佐知子を無残に殺され、その際の犯人らの冷酷な相談を電話越しに聞いていたため復讐を誓う。実は若いころは、フリークライムの世界チャンピオンになったという経歴を持ち、ほとんど掴まる場所のないようなビルの外壁をよじ登ってしまう。これによって外壁から標的の部屋に向かって犯行を行い、あたかも密室で殺人が起きたかのような事件を繰り返す。
「Case2」の冒頭において、娘・佐知子が医学生の青年ら3人による不注意の運転で交通事故に遭った上に、まだ生きているにもかかわらず、隠蔽工作のために線路に捨てられ殺されてしまう（飛び込み自殺を図ったように見える）。これら一連の出来事（青年達の会話）を、通話中であった娘の携帯電話からずっと聞いており、あまりにも外道な所業に警察には任せず、自らの手で復讐することを決める（そのため、知っていた犯人の名などを警察には教えなかった）。
最後の標的を殺そうとするも、真相に気づいた映児と龍兵によって土壇場で妨害される。その際に龍兵の説得（植松が殺さずとも相手は死ぬ）を受け、大人しく現場に駆けつけた志摩に逮捕される。最後の標的は、その後、龍兵の予測通りに事故によって死亡する。
渡辺 一夫（わたなべ かずお） / 明智川耕助
「Case3：殺人名探偵」の犯人。アパートのオーナー兼管理人である中年男性。幼少からのミステリーマニア。過去のトラウマから現実とミステリーの境界線が曖昧になり、探偵「明智川耕助」を名乗って自分が起こした殺人事件を推理し、その容疑者たちを次々に殺すという連続殺人事件を起こす。事件現場では糸や氷を使っていかにもミステリーチックなトリックを仕掛けるが、そんな面倒なことをしなくても容易に密室は作れるために警察からはまともに相手にされず（事件の報道で密室が構築されていたなどの情報がまったくない）、他にも稚拙なダイイング・メッセージを無視されるなど（犯人が行ったものとあっさり見抜かれる）、結果、フラストレーションが溜まり、より暴走していく。トランス状態では「ぬっ？」「ぬぬ？」という感嘆詞が特徴。
小学校時代、同級生や憧れの女の子から「探偵」と呼ばれ有頂天となっていた。そんな折、給食費の盗難が発生し、探偵として解決しようとしたところ自分のカバンの中から盗まれたお金が見つかる。これによって評価が反転すると共にイジメの対象となり、不登校になって引き篭もるようになる。家業のアパート大家を継いだために裕福で、社会経験は乏しい。
自身が管理しているアパートの一室で強盗殺人が置き、それによって探偵として犯人を捕まえなければならないという強迫観念に襲われるようになる（実際には犯人は逮捕済み）。その時の野次馬の一人を犯人と決めつけ、以降、思い込みによる滅茶苦茶な推理で行動し、自分が探偵として認められないと逆上して相手を殺すという犯行を繰り返す。名前に「光」に関係する字が入っている者を疑い、編の終盤では偶然にトイレで男装したヒカルを目撃して彼女を次の容疑者と見なし、自宅に監禁する。しかし、既に映児と志摩の捜査の手が伸びており、最後はサイコメトリーで情報や思考を読み取った映児に説得され、自分自身を犯人と推理して逮捕するという形で大人しく捕まる。
湊 麒一郎（みなと きいちろう） / 痢遺愚狩り
「Case4：痢遺愚狩り」の主犯。通称「キイチロー」。
→#リーグ関連
庵 賢三（いおり けんぞう） / 心臓コレクター
「Case5：心臓コレクター」の犯人。個人診療所「庵医院」を経営し、「渋谷の赤髭先生」と呼び慕われる禿頭の名医。「Break.10」で登場。患者を第一とする生真面目な人格者であり、開業医になる前は「神の手」と呼ばれた優秀な外科医。実は第1部「CASE14」で生命の危機となるほどの重体となった章吉を外科手術で救ったのも彼だという。後述の理由から、かつて自分が命を助けた者を襲い、その心臓を奪って代わりにカップ麺の中身を詰めるという連続猟奇殺人を起こすようになる。またトランス状態の際には「ひゃくつ」という擬音のしゃっくりを繰り返す。
上述の通り、元々優秀な外科医であったがメスを握るとしゃっくりが止まらなくなる心身症を患い開業医となる。その後も、自分の時間を削って1日置きに大病院の当直を務め、自分の食事はカップ麺のみで過ごすなど、患者のみならず同僚の医者からも尊敬されていた。ところが、重度の心臓病を患いドナーを待っていた一人娘が亡くなったこと、さらにはかつて自分が心臓手術で一命を取り留めた元患者が心筋梗塞で大きな交通事故を起こしたことが重なって起こる。その結果、娘を助けるためにはかつて自分が助けた患者を殺してその心臓を奪っても良いという狂気に陥り、5日で5人というスピードで一連の連続殺人を起こしていた。また、娘の死体は引き取った後、まだ生きているかのように思い込んで蘇生措置を続けていた。
龍兵の知り合いで、やはり過去に命を助けたことがある女植木屋・想空（そら）を襲い、自身の医院にて殺そうとするが、その現場を映児と志摩に踏み込まれる。最期は自らの左胸をメスで刺し、自分の心臓を提供するから娘を助けてくれと遺言して亡くなる。
河合 アリサ（かわい アリサ） / 黒いサングラスの男
「Case6：黒眼鏡の死神」の犯人。映児とや裕介とバンドを組み、ギター兼コーラスを担当している黒髪の美人。母子家庭の育ち。「黒いサングラスの男」に付きまとわれている上に、電車内のマナーが悪かった相手をその彼がホームから線路に突き落とす連続殺人の目撃者となる。だが、実は「黒いサングラスの男」は実在せず、マナーが悪く死んで欲しいと思った相手を自身が無意識のうちに殺害していた。
まだ赤ん坊のころに一緒にいた父が電車内のいざこざで相手の大学生にナイフで刺し殺されたという過去を持つ。父は「黒いサングラスの男」と同じ容姿で酷いクレーマーであり、キレやすい性格であった。当初はこの時の殺人を赤ん坊のうちに目撃し、無意識下でのトラウマになったと思われていた。しかし、真相は父は偶然によって大学生のナイフでは殺されておらず、その直後に父が赤ん坊のアリサの泣き声にキレて線路上に投げようとしたため、母がそれを止めるためにナイフを奪って刺殺したというものであった。この母が自分を守るために犯した殺人の記憶が真のトラウマの原因であり、映児は、マナーの悪い者や父のようなクレーマーから母を守りたかったのではないかと予想している。
3つ目の事件を真相に気づいた映児に防止されるが、錯乱してホームから線路に飛び込む。これも映児に助けられるが、そのまま3日間昏睡状態となってしまう。トラウマを解決できなければ殺人を繰り返す恐れがある中で、最終的に志摩経由で催眠治療のエキスパートである沢木に助力を求め、彼の退行催眠と映児のサイコメトリーで、アリサの赤ん坊のときの記憶を書き換え、母の殺人は目撃していなかったことにする。志摩によれば心神喪失状態での殺人のため、罪には問われない可能性があるという。
吉川 久代（よしかわ ひさよ） / 世直し新聞
「Case7：殺人新聞」の犯人。進学塾の女性事務員。収賄の当事者や悪徳宗教の指導者といった世の悪人を殺害し、殺害現場に標的の悪事を糾弾した「世直し新聞」を残す連続殺人鬼。事件を起こす際は、フルフェイスのヘルメットを被った新聞配達員の格好をしている。また、女子柔道の五輪強化選手に選ばれた過去を持つほどで、華奢な外見に反して類まれな身体能力を持ち、大の大人を二人まとめて絞め殺すといった技術を持つ。
小学生のころ、テロ組織の爆弾で殺された大手新聞社の記者であった父を強く敬愛しており、元はジャーナリスト志望であった。しかし、新聞社の面接は不採用となり、記者のマネごとをしつつ塾の事務員として生計を立てていた。そんな中で偶然、収賄事件を目撃し、ネタを自分の作った新聞に書いて新聞社に売り込みに行くものの迷惑者扱いされ、警察沙汰となって記者となる道が完全に閉ざされてしまったことが動機の1つとなる。また、元々女子柔道の五輪強化選手であったが、練習での頭部打撲で脳に血腫ができて選手生命を断たれた過去を持ち、父の死によるトラウマや社会に対する矛盾を抱える中で、この血腫が脳を圧迫してトランス状態になった可能性も作中で指摘されている。
新聞をサイコメトリーした情報から早々に務めている進学塾の関係者であることがバレるものの、女の地味な事務員という意識されにくい人物であったため犯行を続け、エスカレートしていく。しかし、悪人ではない善人を思い込みで殺害するなど暴走を始める。さらに塾のコピー機で「世直し新聞」を刷っているところを塾生の恵美に目撃されてしまい、正体を隠すために都合、恵美ら5人の生徒たちを気絶させ、自己正当化した上で、彼らが放火して事故死したというシナリオで塾に火をつける。自身は被害者を装って建物から逃げようとするも、そこに駆けつけてきた映児と偶然に触れて記憶を読まれ正体がバレてしまう。その体術で映児を追い詰めるが、彼から目撃者を殺害しようとした自己正当化や責任転嫁などを、新聞記者としてあるまじき態度と糾弾されてトラウマを刺激され、最後は異常な興奮状態で先述の脳の血腫が破裂し、昏睡状態となった状態で逮捕される。志摩によればこのまま意識回復せず、植物状態となる可能性があるという。
東京シティゲリラ
「Case8：狼たちの残照」の犯人グループ
南雲 将次（なぐも しょうじ）
東京シティゲリラのリーダー。飯島タカシの祖父。孫想いの好々爺で、年相応に安穏とした暮らしをしている。
全共闘世代で、実はT大の首席合格者として過激派グループの1つを率いていたカリスマ的なリーダーだった。当時、大規模なテロ計画を企てたが失敗し、海外で数年ほとぼりを冷ました後は目立たないように生活をしていた。老人ながら最新のハイテク技術にも精通する。
かつての戦友の海谷が、宇田川署の田浦署長と署員らに連続婦女暴行犯の濡れ衣を着せられ自殺したこと（さらに家族は孫含めて先に一家心中した）に憤怒し、かつての仲間らと「東京シティゲリラ」を名乗って復讐を企て、海谷を犯人に仕立てた悪徳警官らに対する一連の爆破テロ事件を引き起こす。
標的の2人を爆殺、1人を右腕喪失の重傷を負わさせた後、田浦の署長室に密かに爆弾を仕掛けた上で、婦女暴行事件の真犯人である彼の次男を誘拐し、中東のテロリストさながらに拷問しながら尋問する様子をインターネット上に公開し事件の真相を白日の下に晒す。既に死ぬつもりであり、最期は警察の包囲を受ける中で、次男にナイフに見せかけたスプーンを突きつけてわざと機動隊に射殺される。
峰見 勝也（みねみ かつや）
東京シティゲリラの一員。大手建設会社「鹿馬建設」の常務。外見は大手企業の重役らしい腰の低い初老の男。
映児のサイコメトリーによって最初に容疑者として足が付いてしまい、最後の計画には1人だけ加わらず、南雲に健闘を祈って最後の会話を交わす。
実は、田浦署長と次男が罰せられない場合の保険要員であり、その場合は南雲が署長室に仕掛けたダイナマイトを遠隔操作で爆破させて彼を殺す予定であったが、志摩から次男がパソコンに保存していた暴行の記念写真が発見されたことで近いうちに手が回り、庇っていた田浦の破滅が確定したために安心し、最後に田浦に爆弾を仕掛けていた旨を連絡して彼を恐怖させ、そのまま出頭する。
霧島 洋子（きりしま ようこ）
東京シティゲリラの一員。飲料会社の配達員である初老の女性。最初の爆破事件の目撃者であったが、実は彼女こそが爆弾の起爆者であった。
最後の計画にも参加し、南雲の死亡後、抵抗はせずそのまま逮捕される。
篠木 龍馬（しのき りょうま）
東京シティゲリラの一員。高校の英語教師である初老の男性。2件目の爆破事件の起爆者。
最後の計画にも参加し、南雲の死亡後、抵抗はせずそのまま逮捕される。
9J
「Case9：ラスト・ドラゴン」の敵役で、「Case4」や掌編における黒幕。
→#レギュラーの犯罪者
ジェイソン
「Case9：ラスト・ドラゴン」の敵役の一人。「リーグ」の幹部（四天王）。
→#リーグ関連
牧野 幸一（まきの こういち） / マッキー
「Case9：ラスト・ドラゴン」の実行犯の一人。登場は「Break15：パープル・ヘイズ」からで、以降「Case9」に繋がる番外編にしばしば登場する。音楽スタジオの従業員でトオルとは旧知の仲であったが急に他人行儀になり、間もなく行方をくらましてしまう。実は9Jに洗脳されており、「SGDプロジェクト」の実行犯チームのリーダー「牧野軍曹」として、カンナビスなどから軍事訓練を受けていた。
「Case9」においては、カンナビスの訓練中に偶然遭遇したサバイバルゲームのチームを命令のままに殺害するなど、他の仲間と共に殺人への抵抗自体を無くしていく。特に中盤の牧原暗殺計画のチームリーダーを務め、牧原邸を襲撃するが、牧原本人とトオルの抵抗に遭う。トオルを庇った牧原を銃撃することには成功するも、その場でトオルに取り押さえられ、牧原も一命を取り留める。事件後は洗脳されていたとはいえ、いくつかの殺人に加担していため、実刑は免れないことが示唆されている。
氷室 馨（ひむろ かおる）
「Case9：ラスト・ドラゴン」の犯人グループの一人。「FSD」の副リーダー。化け物のような顔に整形している青年。FSDのメンバーらしく9Jの命令には従うものの、実は9Jの洗脳を受けていない。9Jからは顔が面白いやつとして幹部に据えられていただけであったが、ギャング幹部としては普通に暴力的。
9Jの側近として第2部「Case4」からしばしば登場する。基本的に実行犯としては事件に関わらない。「Case9」の終盤でトオルの襲撃を受け、9Jの居場所を吐かされる。事件後は、上記の通り実行犯ではないため特に逮捕されず、行方不明になった9Jに代わってFSDの新しいリーダーになった。
真野 和美（まの かずよし） / ペニス・コレクター
「Case10：ペニス・コレクター」の犯人。女性ものブティックの店長。外見はお淑やかな美女だが本来の性別は男。戸籍上は性転換手術を受けて女になっている。名前の「和美」の読みから主人格を男の「カズヨシ」、副人格として女性の「カズミ」を持つ多重人格者。後述の過去から男でも女でも無いことにトラウマがあり（イソップ童話の『卑怯なコウモリ』のコウモリに自身を例える）、雌雄同体を完全体とみなし、執着する。真に愛し合った男女であれば、女に相手のペニスがくっつくと信じ、そこで愛し合っているカップルを襲い、男は殺してペニスを切り取って持ち去り、女は誘拐してペニスを縫い付ける外科手術を行っていた。当然、くっつくはずもなく、ダメだったことを確認すると女も殺していた。また、男の被害者にはLGBTの意味があるλ（ラムダ）の印を額に残す。トランス時は親指を「チュパチュパ」としゃぶる癖がある。
美人の医者というエリートの母を持つ。父は平凡な男だったが、真野の幼少時に愛人を作って逃げていた。このため高いプライドを傷つけられた母から、父に似ているという理由で虐待を受け、さらには少年時にペニスを手術で切り取られてしまう。愛人とのセックスを見せつけられた母から、お前はもう愛し合うことはできないと罵られたことで、母と愛人を殺害し、その後、その愛人のペニスを切って接着剤で自分の局部につけようとした。その後、まだ少年だったことと、ペニスの切除など母の過剰な虐待が発覚して同情され、母の遺産で子供時代を過ごす。
映児と志摩に正体がバレた後、アジトに帰るところを尾行されるが、途中で気が付き、逆に映児を誘拐する。監禁中の美女・羅々亜（ララア）と、映児が脱走しようとしている現場を見て、二人が愛し合っていると勘違いし、映児を殺害して、そのペニスを羅々亜につけようと暴走を始める。映児との攻防中に、現場に到着した志摩によって逮捕される。
藤村 一郎（ふじむら いちろう）/ ブラック・ゴート
「Case11：黒い山羊」の犯人。自動販売機の補充員。真面目で母親想いの青年。ネットの掲示板において「ブラック・ゴート（黒い羊）」を名乗り、ブラック企業の告発および大量殺戮の予告を行う。その後、この予告が本気であることを知らしめるため、無差別殺人に見せかけた毒を使った連続殺人事件を起こし、予告した大量殺人に向けて行動する。
化学系の大学を出た真面目な青年であったが就職難から自動販売機の補充員に就職する。ところが上司や客先の理不尽なクレームや、同僚が早々に辞めたことから、作業量が増し、深夜1時に帰宅し、早朝5時に出勤するという状態となる。それでも真面目な性格ゆえに無理に続けていたが、同居する母親がかなり前に死んでいたことに気づき（つまり同居人が死んだと気づかないくらいハードな生活だった）、悲しみから狂ってしまう。そして復讐のために行動を起こす。
無差別殺人に見せかけていたことや、自販機の補充員という意識に残りにくい職業であったため、志摩と映児の捜査を上手くすり抜けていく。そして予告した大量殺人の直前に正体がバレ、志摩の銃撃を受けながらも、毒ガスを発生させるが、結局は失敗し、逮捕されてしまう。

#### サブストーリーにおける犯罪者・敵役
アモン
「BREAK19：Under The Noise」で登場。デスメタル系のロックバンド「モルグ」のリーダー。ベース担当。背が高く大柄な体格に、額にはドクロのエンブレムを埋め込んでいる。衝動的に暴力を振るうイカれた男で、同じメンバーからも恐れられる（恐怖で強引に仲間にしていた）。「BREAK19」においてライブハウスでのトラブルから裕介を襲撃し、映児と仲違いするように仕向ける。映児を信じる裕介を再度激しく暴力を奮って瀕死の状態にするが、最後はキレた映児に報復される（裕介は一度死にかけるが深海によって助かる）。
「BREAK57：デスメタルは復讐の調べ」で再登場し、前回の出来事で仲間が離れてしまったため、代わりに映児の友人らを仲間にすればいい、とイカれた発想で行動を起こす。章吉、テツヤを拉致し、さらにトオルすらも、風邪で高熱を出し体調不良であったことや、不意打ちということもあって拉致に成功する。しかし、その後、映児に助け出されたトオルのリベンジを受けることとなり、最後は両腕両脚を折られ倒される。
金子 竜一（かねこ りゅういち）
「CASE8：屍の街」のサブキャラクター。渋谷でコカインなどのドラッグを売り捌く不良チーム「69」のヘッド。コカイン市場の独占を企む安岡と幾島の陰謀により弟を殺された挙句、トオル率いる「リーグ」の襲撃を受ける。そこでトオルと決着をつけるため登場するが、そこに現れた安岡に車で轢かれ、警察に逮捕される。
「BREAK26：ときめき大捜査線」で再登場し、未だ弟をトオルに殺されたと勘違いしたまま彼に復讐するため脱獄を果たす。福島が事故で映児のバイクを傷つけ隠蔽工作を行う同話において、偽パトカーの塗料がついたバイクを白バイと勘違いし、さらに福島の私物である白バイ隊員の制服を着て、トオルに騙し討ちしようとする。しかし、まったく正体がバレており、トオルと映児に逆に追い込みをかけられる。そこで、あくまで金子が着ているコスプレグッズを庇った福島の言動を、自分に対するものと勘違いして改心する。最後、福島に永遠の愛を告白しながら、大人しく警官に連行される。

### その他の主要人物
武藤 国光（むとう くにみつ）
「CASE13：サイレント・ボマー」の前日談から登場する同編の主要人物。映児の旧友。同編の出来事で政治家を志すようになり、スピンオフ『クニミツの政』で主人公を務める。
映児が隅田町の下町にいたころの同い年の友人。典型的な不良少年で、紅く染めた髪に剃り込みを入れた切れ長の目の青年。頭より先に体が動くタイプで章吉並に頭が悪い。「CASE13」にて幼馴染の能条が犯人と知ると、これ以上罪を重ねることを防ぐため、映児と奔走する。最終的には国会議事堂を占拠し、能条を説得して彼を投降させる。
この一件で政治家を志すようになり、トオルの父が大物政治家の牧原と知ると、強引に牧原に弟子入りする（「BREAK52：国光の野望～昇竜編～」）。その後、掌編において主人公を務め、『クニミツの政』に繋がっている。もっとも、『クニミツの政』の国光は本作とは関連性が薄く、殆ど名前だけを借りたオリジナルキャラクターと化している。
ドラマ版では登場せず、田宮章吉が役を兼ねている。

### ドラマのオリジナル人物
大平 瑞樹
ドラマ1期、CASE3「ボクを殺さないで」に登場。バス内で発見された小学生大量殺人の唯一の生存者。当初は目撃者と思われていたが、実際は彼の肉体に昏睡状態の兄の意識が乗り移り、殺人を犯していた。
日比野 一馬
ドラマ1期、CASE5「24HOURS 顔のない殺人者」に登場。恵美が偶然出会った美青年。一見他人を命懸けで助けようとする好青年だが、実際は刹那主義・快楽主義者で人ごみに紛れ殺人を行う犯罪サークルの会員。
橋 慶太郎
ドラマ1期、CASE5「24HOURS 顔のない殺人者」に登場。警官歴40年で退職間近のベテラン警察官。志摩や羽根山たちが尊敬する警察官だが、スリルを求め犯罪サークルの会員になった。
B.J
ドラマ2期で登場。西京警備隊のリーダー。原作における安岡の役回りだが蓮治を彷彿とさせる中性的な容姿を持ち、無目的に悪事を繰り返す一方「テロリストの挽歌」で自分に嘘をつき強姦を行っていたことを隠していたメンバーに激怒し、見殺しにするなど独自の倫理観を持つ。自らの空虚を埋めてくれた幾島に心酔し、最終話でターゲットの悪徳政治家と共に自爆した。
西京警備隊
章吉らの「城北レーベル」と対立するグループとして登場。一般人に暴力を振るったり、援助交際の斡旋などで資金を稼ぐなど犯罪行為を行っている。映児が幾島に撃たれた時に、メンバーの一人が犯人として挙げられ、「α」の密輸元である疑惑がかかり（「69」の設定が流用されている）、「城北レーベル」に潰された後、リーダーのB.Jが去り、事実上壊滅する。後に城北レーベルとともに爆薬密輸に関わり、城北レーベルが国会議事堂に乱入したことを知ると、彼らに続き機動隊と乱闘。幾島を止めようとした。メンバー全員が同じゴーグルを装着していることが特徴。

## 書誌情報

### 単行本
- 安童夕馬（原作） / 朝基まさし（作画） 『サイコメトラーEIJI』 講談社〈少年マガジンKC〉、全25巻
  1. 1996年7月15日発売[2]、ISBN 4-06-312295-6
  2. 1996年9月13日発売[3]、ISBN 4-06-312317-0
  3. 1996年11月13日発売[4]、ISBN 4-06-312339-1
  4. 1997年1月14日発売[5]、ISBN 4-06-312366-9
  5. 1997年3月14日発売[6]、ISBN 4-06-312384-7
  6. 1997年6月13日発売[7]、ISBN 4-06-312420-7
  7. 1997年8月9日発売[8]、ISBN 4-06-312442-8
  8. 1997年11月14日発売[9]、ISBN 4-06-312476-2
  9. 1998年1月13日発売[10]、ISBN 4-06-312499-1
  10. 1998年3月13日発売[11]、ISBN 4-06-312521-1
  11. 1998年5月13日発売[12]、ISBN 4-06-312544-0
  12. 1998年8月10日発売[13]、ISBN 4-06-312579-3
  13. 1998年10月14日発売[14]、ISBN 4-06-312604-8
  14. 1998年12月14日発売[15]、ISBN 4-06-312630-7
  15. 1999年2月15日発売[16]、ISBN 4-06-312654-4
  16. 1999年4月14日発売[17]、ISBN 4-06-312675-7
  17. 1999年6月15日発売[18]、ISBN 4-06-312699-4
  18. 1999年9月13日発売[19]、ISBN 4-06-312725-7
  19. 1999年10月13日発売[20]、ISBN 4-06-312745-1
  20. 1999年12月13日発売[21]、ISBN 4-06-312783-4
  21. 2000年2月15日発売[22]、ISBN 4-06-312801-6
  22. 2000年4月12日発売[23]、ISBN 4-06-312823-7
  23. 2000年6月14日発売[24]、ISBN 4-06-312847-4
  24. 2000年8月8日発売[25]、ISBN 4-06-312869-5
  25. 2000年10月14日発売[26]、ISBN 4-06-312889-X
- 安童夕馬（原作） / 朝基まさし（作画） 『サイコメトラー』 講談社〈ヤングマガジンKC〉、全15巻
  1. 2011年10月6日発売[27]、ISBN 978-4-06-382092-8
  2. 2011年11月4日発売[28]、ISBN 978-4-06-382102-4
  3. 2012年2月6日発売[29]、ISBN 978-4-06-382135-2
  4. 2012年4月6日発売[30]、ISBN 978-4-06-382160-4
  5. 2012年7月6日発売[31]、ISBN 978-4-06-382196-3
  6. 2012年9月6日発売[32]、ISBN 978-4-06-382216-8
  7. 2013年3月6日発売[33]、ISBN 978-4-06-382274-8
  8. 2013年4月5日発売[34]、ISBN 978-4-06-382283-0
  9. 2013年5月2日発売[35]、ISBN 978-4-06-382296-0
  10. 2013年10月4日発売[36]、ISBN 978-4-06-382360-8
  11. 2013年11月6日発売[37]、ISBN 978-4-06-382371-4
  12. 2014年2月6日発売[38]、ISBN 978-4-06-382426-1
  13. 2014年5月2日発売[39]、ISBN 978-4-06-382462-9
  14. 2014年7月4日発売[40]、ISBN 978-4-06-382486-5
  15. 2014年12月5日発売[41]、ISBN 978-4-06-382526-8

### 文庫版
- 安童夕馬（原作） / 朝基まさし（作画）『サイコメトラーEIJI』講談社〈講談社漫画文庫〉、全12巻
  1. 2003年6月12日発売[42]、ISBN 978-4-06-360559-4
  2. 2003年6月12日発売[43]、ISBN 978-4-06-360560-0
  3. 2003年7月11日発売[44]、ISBN 978-4-06-360576-1
  4. 2003年7月11日発売[45]、ISBN 978-4-06-360577-8
  5. 2003年8月12日発売[46]、ISBN 978-4-06-360603-4
  6. 2003年8月12日発売[47]、ISBN 978-4-06-360604-1
  7. 2003年9月12日発売[48]、ISBN 978-4-06-360614-0
  8. 2003年9月12日発売[49]、ISBN 978-4-06-360615-7
  9. 2003年10月10日発売[50]、ISBN 978-4-06-360628-7
  10. 2003年10月10日発売[51]、ISBN 978-4-06-360629-4
  11. 2003年11月12日発売[52]、ISBN 978-4-06-360649-2
  12. 2003年11月12日発売[53]、ISBN 978-4-06-360650-8

### 廉価版
- 安童夕馬（原作） / 朝基まさし（作画） 『サイコメトラーEIJI』 講談社〈講談社プラチナコミックス〉、全18巻
  1. 「ベストセレクション CASE1 殺人鬼メビウス」2003年6月23日発売[54]、ISBN 4-06-353073-6
  2. 「ベストセレクション CASE2 殺人鬼ジャスティス」2003年7月7日発売[55]、ISBN 4-06-353090-6
  3. 「ストセレクション CASE3 ユダの黙示録」2003年7月17日発売[56]、ISBN 4-06-353091-4
  4. 「ベストセレクション CASE4 屍の街」2003年8月4日発売[57]、ISBN 4-06-353097-3
  5. 「ベストセレクション CASE5 テロリストの挽歌」2003年8月18日発売[58]、ISBN 4-06-353103-1
  6. 「ベストセレクション CASE6 サイレント・ボマー」2003年9月8日発売[59]、ISBN 4-06-353110-4
  7. 「CASE7 時計仕掛けのリンゴ」2004年5月12日発売[60]、ISBN 4-06-353238-0
  8. 「CASE8 サイレントストーカー」2004年5月26日発売[61]、ISBN 4-06-353253-4
  9. 「CASE9 笑う死体」2004年6月9日発売[62]、ISBN 4-06-353261-5
  10. 「CASE10 蒼ざめた手」2004年6月23日発売[63]、ISBN 4-06-353275-5
  11. 「CASE11 殺人シェフ」2004年7月14日発売[64]、ISBN 4-06-353293-3
  12. 「CASE12 騒霊の館」2004年7月28日発売[65]、ISBN 4-06-353308-5
  13. 「CASE13-1 カンナビス(1)」2004年8月11日発売[66]、ISBN 4-06-353322-0
  14. 「CASE13-2 カンナビス(2)」2004年8月25日発売[67]、ISBN 4-06-353340-9
  15. 「CASE14 滅美の故郷」2004年9月8日発売[68]、ISBN 4-06-353395-6
  16. 「CASE15 サバイバル・ゲーム」2004年9月12日発売[69]、ISBN 4-06-353396-4
  17. 「CASE16-1 罪と罰(1)」2004年10月13日発売[70]、ISBN 4-06-353355-7
  18. 「CASE16-2 罪と罰(2)」2004年10月27日発売[71]、ISBN 4-06-353366-2
- 安童夕馬（原作） / 朝基まさし（作画） 『サイコメトラーEIJI』 講談社〈講談社プラチナコミックス〉、全13巻
  1. 「殺人鬼メビウス」2011年5月18日発売[72]、ISBN 978-4-06-374846-8
  2. 「時計仕掛けのリンゴ」2011年6月15日発売[73]、ISBN 978-4-06-374856-7
  3. 「サイレントストーカー」2011年7月20日発売[74]、ISBN 978-4-06-374872-7
  4. 「殺人鬼ジャスティス」2011年8月17日発売[75]、ISBN 978-4-06-374893-2
  5. 「ユダの黙示録」2011年9月21日発売[76]、ISBN 978-4-06-374912-0
  6. 「蒼ざめた手」2011年10月19日発売[77]、ISBN 978-4-06-374932-8
  7. 「殺人シェフ」2011年11月16日発売[78]、ISBN 978-4-06-374957-1
  8. 「テロリストの挽歌」2011年12月21日発売[79]、ISBN 978-4-06-374977-9
  9. 「騒霊の館」2011年10月19日発売[80]、ISBN 978-4-06-374994-6
  10. 「カンナビス」2012年2月25日発売[81]、ISBN 978-4-06-375008-9
  11. 「サイレント・ボマー」2012年3月21日発売[82]、ISBN 978-4-06-375022-5
  12. 「サバイバル・ゲーム」2012年4月18日発売[83]、ISBN 978-4-06-375036-2
  13. 「罪と罰」2012年5月16日発売[84]、ISBN 978-4-06-375058-4

### 関連書籍
- 『サイコメトラーEIJI 公式ガイドブック サイコメトリ－・ノ－ト』1997年1月23日発売[85]、ISBN 4-06-319772-7
- 『サイコメトラーEIJIブレイクコレクション マニア図鑑』1997年1月23日発売[86]、ISBN 4-06-333952-1
- 『サイコメトラーエイジ アクセサリー集』1999年7月12日発売[87]、ISBN 4-06-209441-X
- 『サイコメトラーエイジ ユーティリティー集』1999年7月12日発売[88]、ISBN 4-06-209442-8

## テレビドラマ
1997年と1999年の二度、日本テレビ系列局の土曜ドラマ（土曜グランド劇場）枠にてテレビドラマ化され、いずれもTOKIOの松岡昌宏が主演を務めた。第1期と第2期ではいわばパラレルワールド的な世界観であり、サイコメトリーの方法や黒幕の設定、一部キャストなどが変更されている。
ドラマに限ってはストーリーの時系列上、また同一地名の存在などで1990年代後半に同枠で放送されたジャニーズ主演のミステリーシリーズとされる『金田一少年の事件簿』、『銀狼怪奇ファイル』、『透明人間』、『D×D』と同一世界（或いはパラレルワールド的世界）の出来事という設定になっている。そのシリーズとしては『EIJI2』のスペシャル版が完結篇とされ、「金田一少年の事件簿」で剣持警部役であった古尾谷雅人が最後に特別出演を果たしている。なお、シリーズの時系列的には『金田一少年の事件簿』（第1期）→『銀狼怪奇ファイル』→『透明人間』→『金田一少年の事件簿』（第2期）→『サイコメトラーEIJI』（第1期）→『D×D』→『サイコメトラーEIJI2』（第2期）となっている。
なお、本作品への出演を縁に田辺誠一と大塚寧々が結婚している。

### シリーズ作品
『サイコメトラーEIJI』（第1期）
1997年1月11日から3月15日まで毎週土曜日21:00 - 21:54に、「土曜グランド劇場」枠で放送された。全10回、平均視聴率17.1%。当時のラテ欄には、『サイコメトラー映児』と表記されていた。CASE 3「ボクを殺さないで」の回はドラマオリジナルストーリーであるが、現在は欠番扱いとされている（小学生による小学生集団殺戮という内容のため。また、メインゲストの伊藤隆大は放送の12年後に死去）。1997年4月25日に全6巻でVHS化されているが、現在は廃盤となっており、DVD化・Blu-ray化はされていないが、2021年12月19日からHuluで配信開始した。
『サイコメトラーEIJI2』（第2期）
1999年10月16日から12月18日まで毎週土曜日21:00 - 21:54に、「土曜ドラマ」枠で放送された。全10回、平均視聴率15.4%。当時のラテ欄には、『サイコメトラー2』と表記されていた。
2000年5月24日に全4巻でVHS化されているが、現在は廃盤となっており、DVD化・Blu-ray化はされていない。
『サイコメトラーEIJI SP』（2時間スペシャル）
2000年9月24日に2時間スペシャル版放送。21:00からの放送予定であったが、前番組枠で生中継されていたプロ野球「読売ジャイアンツ対中日ドラゴンズ」戦で、ジャイアンツのセントラル・リーグ優勝が決まったために中継が延長された影響で、2時間繰り下げて23:00から放送された。後日、延長に関して松岡が出演していた「鉄腕DASH」内で謝罪するという出来事があった。平均視聴率16.3%。
VHS化、DVD化、Blu-ray化はされていない。

### キャスト

#### 主要人物
- 明日真映児 - 松岡昌宏（TOKIO）
- 志摩亮子 - 大塚寧々（第1期） → 工藤静香（第2期）
- 田宮章吉 - 井ノ原快彦（当時 V6）
- 葛西裕介 - 小原裕貴
- 明日真恵美 - 松本恵（第1期） → 後藤理沙（第2期） → 酒井彩名（SP）
- 沢木晃（アップル） - 田辺誠一
- パイ刑事 - 市川勉
- 羽根山末吉 - 永澤俊矢（第1期） → 加藤茶（第2期）

1. 明日真と田宮は原作では喫煙者だが、松岡と井ノ原が非喫煙者のため喫煙していない。

#### 第2期からのキャラクター
- メグ - 浅見れいな
- ヨモギダ刑事 - 宇梶剛士
- ヤタガイ刑事 - 伊藤正之
- 深海龍彦 - 生田斗真
- 実相寺碧 - 黒沢あすか
- 幾島丈二（カルロス） - 真木蔵人

- 城北レーベル
  - 山崎裕太
  - 鮫島巧
  - 逆瀬川了
  - 忍成修吾
  - 丹直樹
  - 山田孝之

- 西京警備隊
  - B.J - MAKOTO
  - 塚本高史
  - 松嶋亮太
  - 根岸勇人
  - 三上大和
  - 大海慎介

#### ゲスト

##### 第1期
CASE 1：殺人鬼メビウス
- 遠藤菊男（教師） - 田口浩正
- 三ノ輪浩市 - 長江英和
- 遠藤正子 - 原知佐子
- ユキ - 栗山千明
- 中華屋店主 - 笑福亭笑瓶
- 屋台のラーメン屋 - 麿赤兒

CASE 2：時計仕掛けのリンゴ
- 若林十蔵 - 寺田稔
- 布袋結次 - 高杢禎彦
- 西巻丈治 - 阿南健治
- 夏目比美子 - 田中広子
- 鳥居あかね - 井上彩名
- 銀行支店長 - 大河内浩

CASE 3：ボクを殺さないで
- 大平瑞樹 / 加藤和樹 - 伊藤隆大（一人二役）
- 加藤佳奈子 - 大場久美子

CASE 4：狙われたアイドル
- 赤樹リエ - 佐藤仁美
- 山村朝美 - 岡田美幸
- 岡村いずみ - 小野麻亜矢
- 清水晶子 - 中西礼奈
- 日下部淳也 - 村松亮太郎
- 赤樹タカシ - 三浦勉
- 犬塚竹男 - 田口トモロヲ
- 荒井弓子 - 汀夏子
- 看守 - 渡部哲

CASE 5：24HOURS 顔のない殺人者
- 川辺 - 和気優
- アキラ - 田鍋謙一郎
- 日比野一馬 - 小橋賢児
- 橋慶太郎 - 山田吾一

CASE 6：THE LAST SEVEN DAYS
- 渡辺先生 - 佐戸井けん太
- 羽根山美佐子 - 鳥越まり
- 山口警視総監 - 大平透

##### 第2期
CASE 1：殺人鬼ジャスティス
- 玉置巡査 - 有薗芳記
- 山本巡査 - 桂嶋こうき
- 百瀬ジュン - 岡元夕紀子
- 斉藤店長 - 板尾創路

CASE 2：ユダの黙示録
- 千堂神父 - 市川勇
- 冨永美紀 - 小出由佳
- 看板屋 - 谷津勲
- 警備員 - 青柳克巳

CASE 3：蒼ざめた手
- 中沢洋子 - 仲根かすみ
- 公佳 - 深海理絵
- 中谷久三 - 秋野太作
- 白雲山 - 大富士
- 奉行 - 岸本功

CASE 4：テロリストの挽歌
- 加藤舞 - 邑野未亜（幼少期：宮崎のえる）
- 二階堂博士 - 内田滋啓
- 長谷川ダイゴ - 前田英二
- 轟省吾 - 夏八木勲
- 理髪師 - 仲本工事

CASE 5：笑う死体
- 長谷百合子 - 藤森みゆき
- 細川郁美 - 塚越小幸
- アオジュン - KEE
- 渡辺孝之 - 松山幸次
- 三浦良和 - 黒田勇樹

CASE 6：Last Revolution
- 牧原剣之介 - 森次晃嗣

##### スペシャル
「戦慄の殺人シェフ」
- 田宮章吉の母 - 坂口良子
- 西沢真紀 - 榎本加奈子
- 松永 - 桑野信義
- 河原崎 - 伊武雅刀
- 大村 - 古尾谷雅人
- クリーニング屋（川辺） - なすび
- せんだみつお - せんだみつお

### スタッフ
※（1）、（2）は片シーズンのみの担当
- 脚本 - 小原信治、田子明弘、大石哲也（1、SP）、坂東賢治（2）
- 音楽 - 寺田創一（1）、DJ KRUSH（1）、仲西匡（2）
  - ギター - 吉川忠英（1）、ストリングスアレンジ：沢田完（2）
    - 寺田創一、DJ KRUSH、吉川忠英の第1シリーズの音楽は、第2シリーズでも引き続き使用されているが、第2シリーズで3人のクレジットはなく、毎回、仲西匡のみクレジットされた。
- 演出 - 堤幸彦（1）、佐藤東弥（1）、大谷太郎（1）、猪股隆一（2）、五木田亮一（2）、大根仁（2）、都築淳一（SP）
- 主題歌
  - 第1期 - TOKIO「フラれて元気」
  - 第2期 - TOKIO「愛の嵐」
- 企画協力 - 樹林伸、菅原章
- 音楽プロデュース - 志田博英、松根文
- アクションディレクター - 多賀谷渉
- 美術 - 大竹潤一郎、 高野雅裕
- 効果 - 小川広美（東洋音響）
- チーフプロデューサー - 小杉善信（1）、佐藤敦（2）
- プロデューサー - 櫨山裕子、蒔田光治（1）、伊藤響（2）、内山雅博（2）、鈴木聡（SP）、中川順平（SP）
- 制作協力 - オフィスクレッシェンド、ケイファクトリー

### 受賞歴
- 第1期（1997年）
  - 第12回ザテレビジョンドラマアカデミー賞[90]
    - 撮影賞
- 第2期（1999年）
  - 第23回ザテレビジョンドラマアカデミー賞[91]
    - 新人俳優賞（後藤理沙）

### 放送日程

#### 第1期（1997年）
| 放送回                                                     | 放送日         | サブタイトル                | 脚本     | 演出     | 視聴率 |
| ---------------------------------------------------------- | -------------- | --------------------------- | -------- | -------- | ------ |
| 1 （CASE 1）                                               | 1997年 1月11日 | 殺人鬼メビウス（前編）      | 小原信治 | 堤幸彦   | 17.8%  |
| 2 （CASE 1）                                               | 1月18日        | 殺人鬼メビウス（後編）      | 小原信治 | 堤幸彦   | 17.6%  |
| 3 （CASE 2）                                               | 1月25日        | 時計仕掛けのリンゴ（前編）  | 田子明弘 | 佐藤東弥 | 16.4%  |
| 4 （CASE 2）                                               | 2月01日        | 時計仕掛けのリンゴ（後編）  | 田子明弘 | 佐藤東弥 | 17.3%  |
| 5 （CASE 3）                                               | 2月08日        | ボクを殺さないで            | 小原信治 | 堤幸彦   | 16.2%  |
| 6 （CASE 4）                                               | 2月15日        | 狙われたアイドル（前編）    | 田子明弘 | 大谷太郎 | 17.2%  |
| 7 （CASE 4）                                               | 2月22日        | 狙われたアイドル（後編）    | 田子明弘 | 大谷太郎 | 17.2%  |
| 8 （CASE 5）                                               | 3月01日        | 24HOURS 顔のない殺人者      | 大石哲也 | 佐藤東弥 | 17.5%  |
| 9 （CASE 6）                                               | 3月08日        | THE LAST SEVEN DAYS（前編） | 小原信治 | 堤幸彦   | 13.6%  |
| 10 （CASE 6）                                              | 3月15日        | THE LAST SEVEN DAYS（後編） | 小原信治 | 堤幸彦   | 20.3%  |
| 平均視聴率 17.1%（視聴率は関東地区・ビデオリサーチ社調べ） |                |                             |          |          |        |

#### 第2期（1999年）
| 放送回                                                     | 放送日          | サブタイトル               | 脚本     | 演出       | 視聴率 |
| ---------------------------------------------------------- | --------------- | -------------------------- | -------- | ---------- | ------ |
| 1 （CASE 1）                                               | 1999年 10月16日 | 殺人鬼ジャスティス（前編） | 小原信治 | 猪股隆一   | 17.0%  |
| 2 （CASE 1）                                               | 10月23日        | 殺人鬼ジャスティス（後編） | 小原信治 | 猪股隆一   | 17.1%  |
| 3 （CASE 2）                                               | 10月30日        | ユダの黙示録（前編）       | 田子明弘 | 猪股隆一   | 14.9%  |
| 4 （CASE 2）                                               | 11月06日        | ユダの黙示録（後編）       | 田子明弘 | 猪股隆一   | 14.0%  |
| 5 （CASE 3）                                               | 11月13日        | 蒼ざめた手                 | 坂東賢治 | 五木田亮一 | 16.0%  |
| 6 （CASE 4）                                               | 11月20日        | テロリストの挽歌（前編）   | 小原信治 | 五木田亮一 | 16.3%  |
| 7 （CASE 4）                                               | 11月27日        | テロリストの挽歌（後編）   | 小原信治 | 五木田亮一 | 14.9%  |
| 8 （CASE 5）                                               | 12月04日        | 笑う死体                   | 田子明弘 | 大根仁     | 14.5%  |
| 9 （CASE 6）                                               | 12月11日        | Last Revolution（前編）    | 小原信治 | 猪股隆一   | 14.5%  |
| 10 （CASE 6）                                              | 12月18日        | Last Revolution（後編）    | 小原信治 | 猪股隆一   | 15.0%  |
| 平均視聴率 15.4%（視聴率は関東地区・ビデオリサーチ社調べ） |                 |                            |          |            |        |

#### スペシャル（2000年）
- 23時00分から翌0時54分の1時間54分SP（※当初の放送時間は21時00分から22時54分を予定していたが、読売ジャイアンツのセ・リーグ優勝決定試合中継の延長および優勝祝賀会中継により2時間ずれ込んでいる）。
- 西日本放送テレビで2001年3月24日に再放送しているときに芸予地震が発生。放送エリアの岡山・香川両県も震度4を観測したため放送が中止され、報道特別番組に切り替わった。

| 放送日         | サブタイトル     | 脚本     | 演出     | 視聴率 |
| -------------- | ---------------- | -------- | -------- | ------ |
| 2000年 9月24日 | 戦慄の殺人シェフ | 大石哲也 | 都築淳一 | 16.3%  |

| 日本テレビ系 土曜グランド劇場                    | 日本テレビ系 土曜グランド劇場                   | 日本テレビ系 土曜グランド劇場              |
| 前番組                                           | 番組名                                          | 次番組                                     |
| ------------------------------------------------ | ----------------------------------------------- | ------------------------------------------ |
| 聖龍伝説 （1996.10.19 - 1996.12.21）             | サイコメトラーEIJI （1997.1.11 - 1997.3.15）    | FiVE （1997.4.19 - 1997.6.28）             |
| 日本テレビ系 土曜ドラマ                          |                                                 |                                            |
| 新・俺たちの旅 Ver.1999 （1999.7.3 - 1999.9.11） | サイコメトラーEIJI2 （1999.10.16 - 1999.12.18） | バーチャルガール （2000.1.15 - 2000.3.11） |

## ゲーム
1999年2月18日に講談社より発売されたプレイステーション用アドベンチャーゲーム。
 アニメーションスタッフ 
- アニメーションプロデューサー - 寺川英和
- 監督・絵コンテ・演出 - 川崎逸朗
- キャラクターデザイン・作画監督 - 佐々木守
- 美術監督 - 小倉宏昌
- 色彩設計・色指定 - 水田信子
- 制作進行 - 若林漢二
- アニメーション制作 - Production I.G

 キャスト 
- 明日真映児（声 - 子安武人）
- 志摩亮子（声 - 三石琴乃）
- 明日真恵美、有川真紀（声 - 本多知恵子）
- 沢木晃（声 - 関智一）
- 江川トオル（声 - 上田祐司）
- 葛西裕介（声 - 岩田光央）
- 有川早紀（声 - 笠原弘子）
- 荒木和也（声 - 鈴木英一郎）
- 石黒綾香（声 - 杉本ゆう）
- 羽根山（警部）（声 - 壌晴彦）
- 赤坂（刑事）（声 - 堀川仁）
- 石黒健次郎（声 - 千葉進歩）
- ドクロピアス（声 - 八戸優）
- ジャック（声 - 松尾貴司）
- クイーン、有川の母（声 - 愛河里花子）

## 舞台
サイコメトラーEIJI〜時計仕掛けのリンゴ
2014年2月26日から3月2日までCBGKシブゲキ!!にて公演が行われた。脚本・演出は西永貴文。
出演
- 明日真映児 - 小澤雄太（劇団EXILE）
- 志摩亮子 - 岩佐真悠子
- 沢木晃 - 天野浩成
- 江川透流 - 鮎川太陽
- 明日真恵美 - 佐野ひなこ
- 夏目比美子 - 中島愛里
- 布袋結次 - 塚本拓弥
- 西巻丈治 - 加藤靖久 (AND ENDLESS)

## 派生作品
2022年7月21日から、「ピッコマ」（カカオピッコマ）にて本作を原作とした『サイコメトラー超感覚探偵』の連載を開始。「サイコメトリー」の能力を持つ主人公・島本結城が「日常に潜む凶悪犯罪へ立ち向かう」様子を描いた「ミステリーアクション」作品。